# JR西日本KiHa 120型柴聯車
JR西日本KiHa120型柴油客車（日语：／ Kiha 120-gata kidōsha）是由西日本旅客鐵道（JR西日本）使用於郊區路線的單節單人操作柴油客車。本型車乃基於新潟铁工所為第三鐵道（地方鐵道，如松浦铁道、高千穗铁道和湯前線）設計的“NDC”16公尺級輕型柴油客车。共有89輛，依照製造時期可分為三个子形式：KiHa 120 -0、KiHa 120-200 和 KiHa 120-300。 
本型車的200番台基本上與松浦鐵道MR-100型相同。除了新潟鐵工所以外，有部分車輛由JR西日本的後藤綜合車輛所所製造。
本型車用以取代國鐵時代的地方路線用車輛，包括KiHa 20、KiHa 35、KiHa 45等普通柴油客車，以及KiHa 58型快速列車用柴油客車，除了山陰地區東部以外，幾乎整個JR西日本的非電氣化區間都使用本型車。已生產的89輛車僅有一輛因事故報廢，至2020年仍有88輛現役中。

### 車體
車身寬度為2,700-2,800 mm，總長度為16.3 m，兩端各一個駕駛室。空調使用一般公共汽車所用的產品。每輛車裝配一部小松製作所製造的SA6D125-H1柴油引擎（與DMF11HZ型號相同），變速器為液聯一段、直聯兩段，可自動變速。
駕駛室佔據車廂端面的左半，沒有乘務員門，而在車廂端面右側車身有一個門，門上有窗，供乘務員進行前後安全確認。主控制器為橫軸式，但操作單元本身與之前的車輛相同，類似於國鐵的 KiHa 32柴油客車，而其前後操作方式也與221系列車相似，剎車手柄採用可拆卸結構。由於與ATS-P系統不相容，所以無法行駛於JR東海的大多數路線（但在與JR東海交界的龜山站與豬谷站仍保有ATS-S系統）。
車身塗裝因地而異，但後來的200番台，普通鋼製車身統一採用紅色5號塗裝（特殊列車例外）。

### 車内
座位配置為面對面安排的橫排座椅，或縱向長條座椅。每輛車都有一個地方其車側窗戶之間的距離加寬，以便裝置發動機排氣管；座椅在該處中斷以讓出空間讓排氣管通過。
由於是以單人操作為前提設計，安裝了數字式計價器與收費箱與票券機。2015年，岡山支社和龜山鐵道部的車輛改裝票價液晶顯示器。

## 形式
基本「キハ120形」，依照製造時期區分，仍可見構造上的差異。

### KiHa 120-200 （第一批次）
於1992年製造，是自 JR西日本成立後第一種新型柴油客車，共有8輛。
車身由普通鋼材製成，寬度為2,700毫米。塗裝因地而異。座椅為面對面安排的橫排座椅，配備一部小松製SA6D125-H1型柴油引擎（250 PS / 2,000rpm）。側面類似國鐵 KiHa 32型柴油客車，例如採用兩段式車窗和公共汽車的兩折門。在車門附近，設置有半自動門模式時的車門開關。
| キハ120 | 製造時間  | 最初配屬於 | 現配屬於 | 改造時間  | 塗裝           |
| ------- | --------- | ---------- | -------- | --------- | -------------- |
| 201     | 1992年3月 | 越前大野   | 敦賀     | 2019年7月 | 夢のかけはし号 |
| 202     | 1992年3月 | 越前大野   | 敦賀     | 2018年9月 | 朱色5号        |
| 203     | 1992年7月 | 越前大野   | 敦賀     | 2019年1月 | 朱色5号        |
| 204     | 1992年7月 | 越前大野   | 敦賀     | 2018年1月 | 越前大野城号   |
| 205     | 1992年7月 | 越前大野   | 敦賀     | 2017年9月 | 恐竜・化石号   |
| 206     | 1992年7月 | 越前大野   | 木次     |           | 朱色5号        |
| 207     | 1992年3月 | 米子       | 木次     | 2021年4月 | 朱色5号        |
| 208     | 1992年3月 | 米子       | 木次     | 2017年7月 | 朱色5号        |

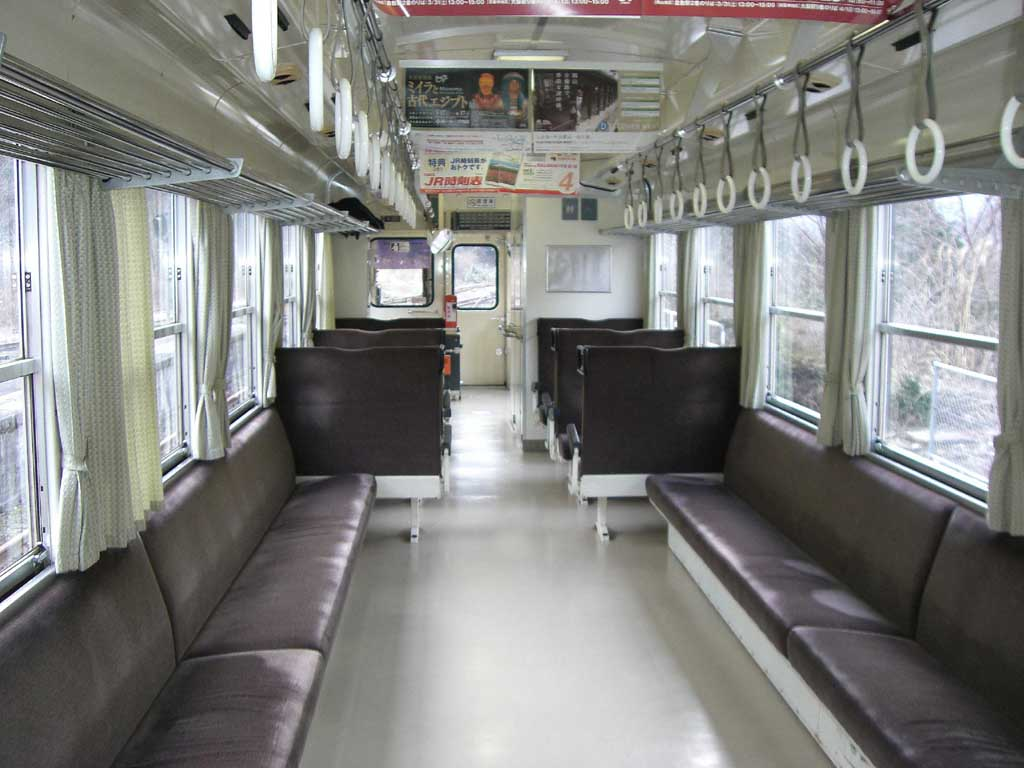
2007 年 3 月， KiHa 120-208 的車廂內部。

### KiHa 120-0（第二批次）
1993年生產，共22輛。雖然生產年代在200番台年代之後，但是屬於基本型，與200番台的區別如下：
- 車身由普通鋼改為不鏽鋼製（端面仍為普通鋼製）。車身正面和側面皆有帶狀塗裝。
- 車身寬度增加了 100 毫米，至 2,800 毫米。
- 車窗改為單片玻璃鑲嵌式封閉式，無法打開。
- 引擎與200番台同為小松SA6D125-H1型，出力提升至330PS/2,000rpm（原額定輸出355PS，但為了防止動輪打滑，減低出力為330PS）。
- 座椅佈局由面對面安排的橫排座椅改為長條座椅。
- 不再安裝門開關。因此當列車在始發站長時間停靠時，不像KiHa40 型一樣可以使用半自動門模式，而需改用手動開合。

| キハ120 | 製造時間   | 最初配屬於 | 現配屬於 | 改造時間   | 塗裝   |
| ------- | ---------- | ---------- | -------- | ---------- | ------ |
| 1       | 1993年3月  | 米子       | 木次     |            | 木次色 |
| 2       | 1993年3月  | 米子       | 木次     | 2020年9月  | 木次色 |
| 3       | 1993年3月  | 米子       | 木次     | 2021年1月  | 木次色 |
| 4       | 1993年3月  | 米子       | 木次     | 2021年9月  | 木次色 |
| 5       | 1993年3月  | 米子       | 木次     |            | 木次色 |
| 6       | 1993年3月  | 米子       | 廣島     |            | 廣島色 |
| 7       | 1993年6月  | 龜山       | 龜山     |            | 龜山色 |
| 8       | 1993年6月  | 龜山       | 龜山     | 2019年11月 | 龜山色 |
| 9       | 1993年6月  | 龜山       | 新山口   | 2020年4月  | 美禰色 |
| 10      | 1993年6月  | 龜山       | 新山口   | 2019年2月  | 美禰色 |
| 11      | 1993年6月  | 龜山       | 龜山     |            | 龜山色 |
| 12      | 1993年6月  | 龜山       | 龜山     | 2020年3月  | 龜山色 |
| 13      | 1993年6月  | 龜山       | 龜山     | 2020年6月  | 龜山色 |
| 14      | 1993年6月  | 龜山       | 龜山     |            | 龜山色 |
| 15      | 1993年6月  | 龜山       | 龜山     |            | 龜山色 |
| 16      | 1993年6月  | 龜山       | 龜山     |            | 龜山色 |
| 17      | 1993年6月  | 新山口     | 廣島     |            | 美禰色 |
| 18      | 1993年6月  | 新山口     | 新山口   | 2018年9月  | 美禰色 |
| 19      | 1993年6月  | 新山口     | 新山口   | 2019年6月  | 美禰色 |
| 20      | 1993年8月  | 新山口     | 新山口   | 2020年8月  | 美禰色 |
| 21      | 1993年10月 | 新山口     | 廣島     | 2020年3月  | 美禰色 |
| 22      | 1993年11月 | 新山口     | 富山     | 2019年6月  | 美禰色 |

### KiHa 120-300（第三批次）
1994年（平成6年）至1996年（平成8年），共製造59輛，為本型中數量最多的。
與0番台不同之處為座椅改成類似於200番台的橫排座椅，且形狀與200番台略有不同。
| キハ120 | 製造時間   | 最初配屬於 | 現配屬於 | 改造時間   | 塗裝                      |
| ------- | ---------- | ---------- | -------- | ---------- | ------------------------- |
| 301     | 1994年3月  | 龜山       | 龜山     | 2018年3月  | 龜山色                    |
| 302     | 1994年3月  | 龜山       | 龜山     |            | 龜山色                    |
| 303     | 1994年3月  | 龜山       | 龜山     | 2021年6月  | 龜山色                    |
| 304     | 1994年3月  | 龜山       | 龜山     |            | 龜山色                    |
| 305     | 1994年3月  | 龜山       | 龜山     |            | 龜山色                    |
| 306     | 1994年4月  | 龜山       | 龜山     | 2019年1月  | 龜山色                    |
| 307     | 1994年3月  | 浜田       | 浜田     |            | 浜田色                    |
| 308     | 1994年3月  | 浜田       | 浜田     | 2021年4月  | 浜田色                    |
| 309     | 1994年4月  | 浜田       | 浜田     |            | 浜田色                    |
| 310     | 1994年4月  | 浜田       | 浜田     | 2018年10月 | 浜田色                    |
| 311     | 1994年4月  | 浜田       | 浜田     | 2019年2月  | 浜田色                    |
| 312     | 1994年4月  | 浜田       | 浜田     | 2019年3月  | 浜田色                    |
| 313     | 1994年4月  | 浜田       | 浜田     | 2019年7月  | 浜田色                    |
| 314     | 1994年5月  | 浜田       | 浜田     | 2019年9月  | 浜田色                    |
| 315     | 1994年5月  | 浜田       | 浜田     | 2019年4月  | 浜田色                    |
| 316     | 1994年5月  | 浜田       | 浜田     | 2020年1月  | 浜田色                    |
| 317     | 1994年9月  | 浜田       | 浜田     | 2020年7月  | 浜田色                    |
| 318     | 1994年10月 | 浜田       | 富山     | 2018年6月  | 浜田色                    |
| 319     | 1994年11月 | 浜田       | 浜田     | 2021年1月  | 浜田色                    |
| 320     | 1994年12月 | 浜田       | 広島     | 2018年8月  | 広島色                    |
| 321     | 1995年2月  | 浜田       | 浜田     |            | 浜田色                    |
| 322     | 1995年3月  | 廣島       | 廣島     | 2020年7月  | 廣島色                    |
| 323     | 1995年3月  | 廣島       | 新山口   | 2019年1月  | 前面・美禰色 側面・廣島色 |
| 324     | 1995年3月  | 廣島       | 廣島     | 2019年12月 | 廣島色                    |
| 325     | 1995年3月  | 廣島       | 新山口   | 2018年11月 | 前面・美禰色 側面・廣島色 |
| 326     | 1995年3月  | 廣島       | 廣島     | 2020年10月 | 廣島色                    |
| 327     | 1995年3月  | 廣島       | 廣島     | 2020年1月  | 廣島色                    |
| 328     | 1995年6月  | 岡山       | 岡山     | 2019年12月 | 岡山色                    |
| 329     | 1995年8月  | 岡山       | 富山     | 2021年9月  | 岡山色                    |
| 330     | 1995年8月  | 岡山       | 岡山     |            | 岡山色                    |
| 331     | 1995年10月 | 廣島       | 富山     | 2020年5月  | 高山色                    |
| 332     | 1995年10月 | 廣島       | 廣島     | 2021年2月  | 廣島色                    |
| 333     | 1995年10月 | 廣島       | 廣島     | 2021年7月  | 廣島色                    |
| 334     | 1995年10月 | 岡山       | 岡山     | 2018年6月  | 岡山色                    |
| 335     | 1995年10月 | 岡山       | 岡山     | 2020年3月  | 岡山色                    |
| 336     | 1995年10月 | 岡山       | 岡山     | 2020年6月  | 岡山色                    |
| 337     | 1995年10月 | 岡山       | 岡山     |            | 岡山色                    |
| 338     | 1995年12月 | 岡山       | 岡山     | 2019年7月  | 岡山色                    |
| 339     | 1996年1月  | 岡山       | 岡山     | 2020年11月 | 岡山色                    |
| 340     | 1996年2月  | 岡山       | 岡山     | 2020年9月  | 岡山色                    |
| 341     | 1996年3月  | 岡山       | 富山     | 2019年4月  | 岡山色                    |
| 342     | 1996年3月  | 岡山       | 岡山     | 2019年3月  | 岡山色                    |
| 343     | 1996年3月  | 岡山       | 岡山     | 2021年5月  | 岡山色                    |
| 344     | 1996年1月  | 富山       | 富山     | 2018年11月 | 高山色                    |
| 345     | 1996年1月  | 富山       | 富山     | 2020年8月  | 高山色                    |
| 346     | 1996年1月  | 富山       | 富山     | 2020年2月  | 高山色                    |
| 347     | 1996年3月  | 富山       | 富山     |            | 高山色                    |
| 348     | 1996年3月  | 富山       | 富山     | 2021年3月  | 高山色                    |
| 349     | 1996年3月  | 富山       | 富山     |            | 高山色                    |
| 350     | 1996年3月  | 富山       | 富山     | 2019年11月 | 高山色                    |
| 351     | 1996年3月  | 富山       | 富山     | 2021年6月  | 高山色                    |
| 352     | 1996年3月  | 富山       | 富山     | 2020年12月 | 高山色                    |
| 353     | 1996年7月  | 岡山       | 岡山     |            | 岡山色                    |
| 354     | 1996年8月  | 岡山       | 富山     | 2018年8月  | 岡山色                    |
| 355     | 1996年9月  | 岡山       | 岡山     | 2018年9月  | 岡山色                    |
| 356     | 1996年10月 | 岡山       | 岡山     | 2019年5月  | 岡山色                    |
| 357     | 1996年8月  | 岡山       | 岡山     | 2018年2月  | 浜田色                    |
| 358     | 1996年8月  | 岡山       | （報廢） | 2019年10月 | 岡山色                    |
| 359     | 1996年8月  | 岡山       | 岡山     | 2018年12月 | 岡山色                    |

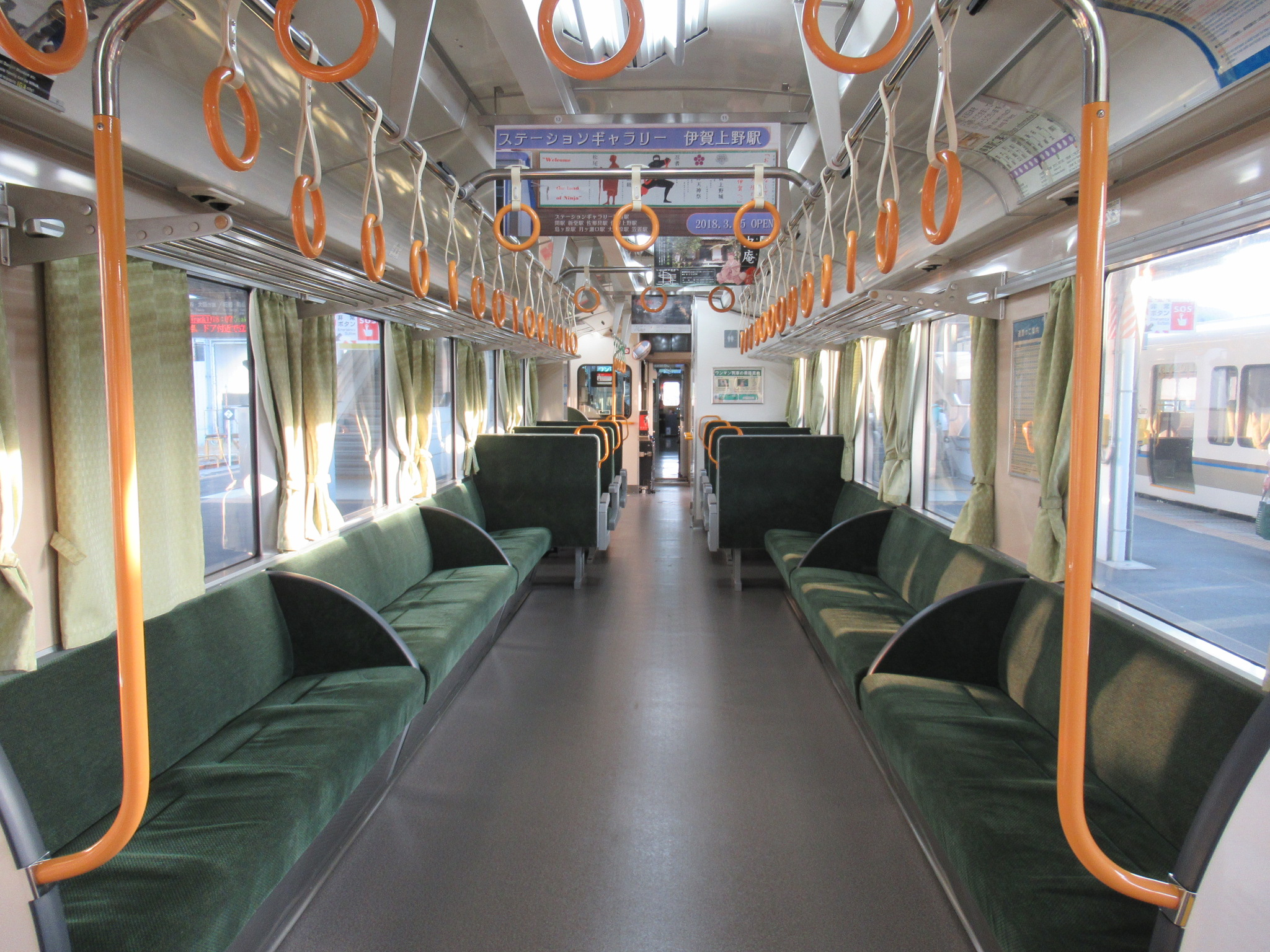
更新後的內部

- 358號在2020年3月於芸備線的事故後報廢

## 改造
部分車輛正在進行裙邊加長、更換汽笛、安裝車窗清洗器、安裝列車接近警告裝置，以及更換低排放的 SA6D125-HE1 柴油引擎等改造工程。

### 設置盥洗室
最初這些單人操作車輛設計用於短途運輸，車身較短且裝置了空調裝置，因此無空間可設置盥洗室。車內有標誌提醒乘客應在車站使用盥洗室，營運時也鼓勵乘客在列車停站時使用車站的盥洗室。後來沿線的濱田市、益田市和三隅町等，與縣政府一起向JR西日本米子支所提出了建議，在2007 年 3 月下旬，在車內加裝了西式盥洗室，並將盥洗室所在位置的窗戶封閉。不過這在車內造成了視線死角，因此在駕駛室後部增加了一個後視鏡，每輛車的改裝成本約為 700 萬日元。
越美北線所用的車輛，在福井豪雨後修復時順便進行了改造。但是越美北線尚未完全修復通車，初期僅能運行於越前大野站至九龍頭站的獨立區間，而越前大野站並無廢棄物處理設備，因此廁所不能使用（外有告示說明）。在2007年6月30日全線恢復通車後才開放使用。

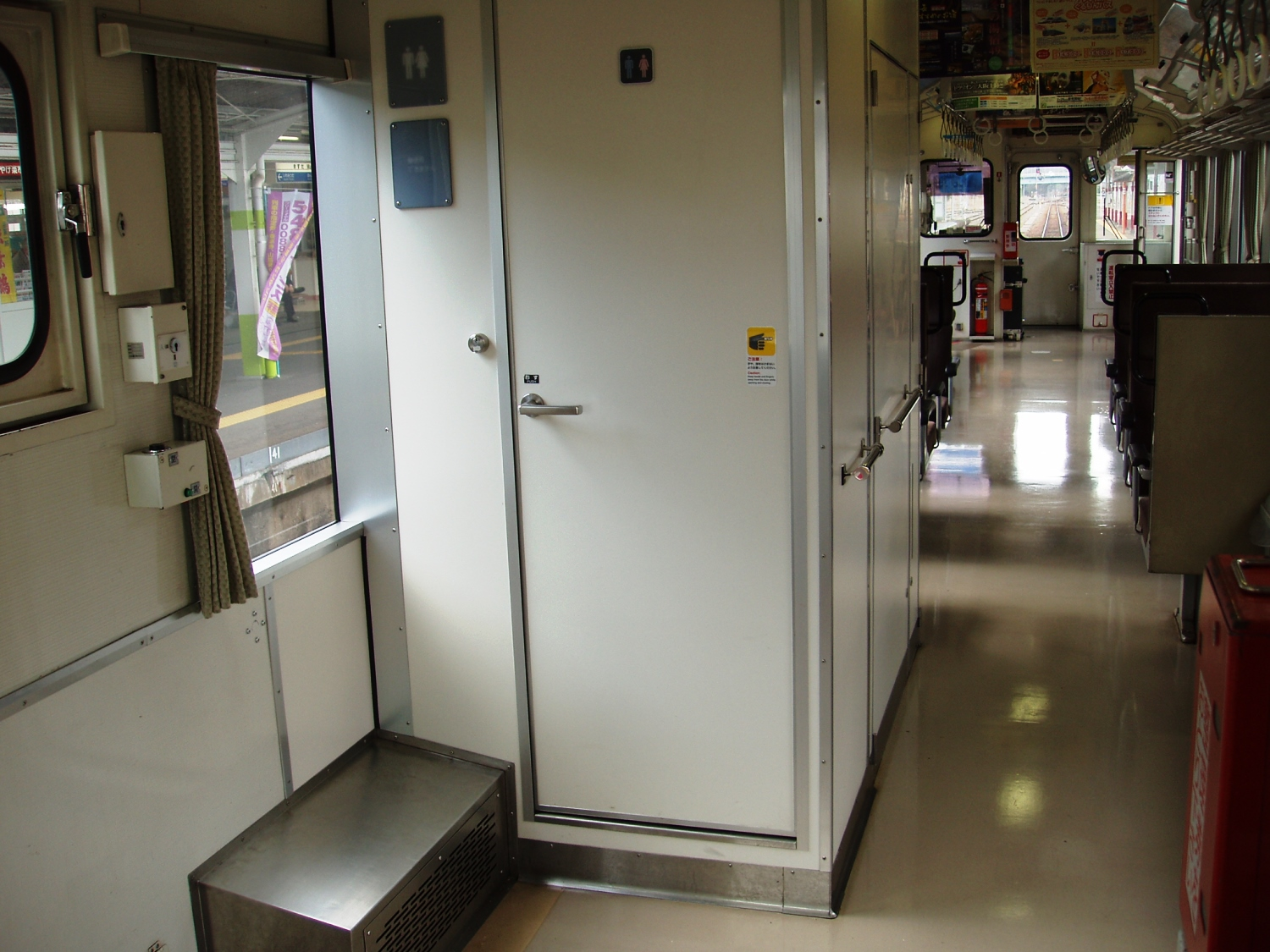
300番台加裝的廁所

### 加裝運行狀態記錄裝置
JR福知山線出軌事故調查報告提出後，加裝行車紀錄裝置。由於遷就冷卻管道的位置，將主機設置在廁所前的地板上，並封閉窗戶，也將車門開關更換了位置。

### 加裝防止誤開對側車門裝置
本裝置利用超音波感應，避免司機在單人操作狀況下意外打開非靠月台側之車門。從2009年2月開始，龜山鐵道部的所有列車都進行了安裝工作，從2011年開始，其他路線的車輛也進行了安裝。

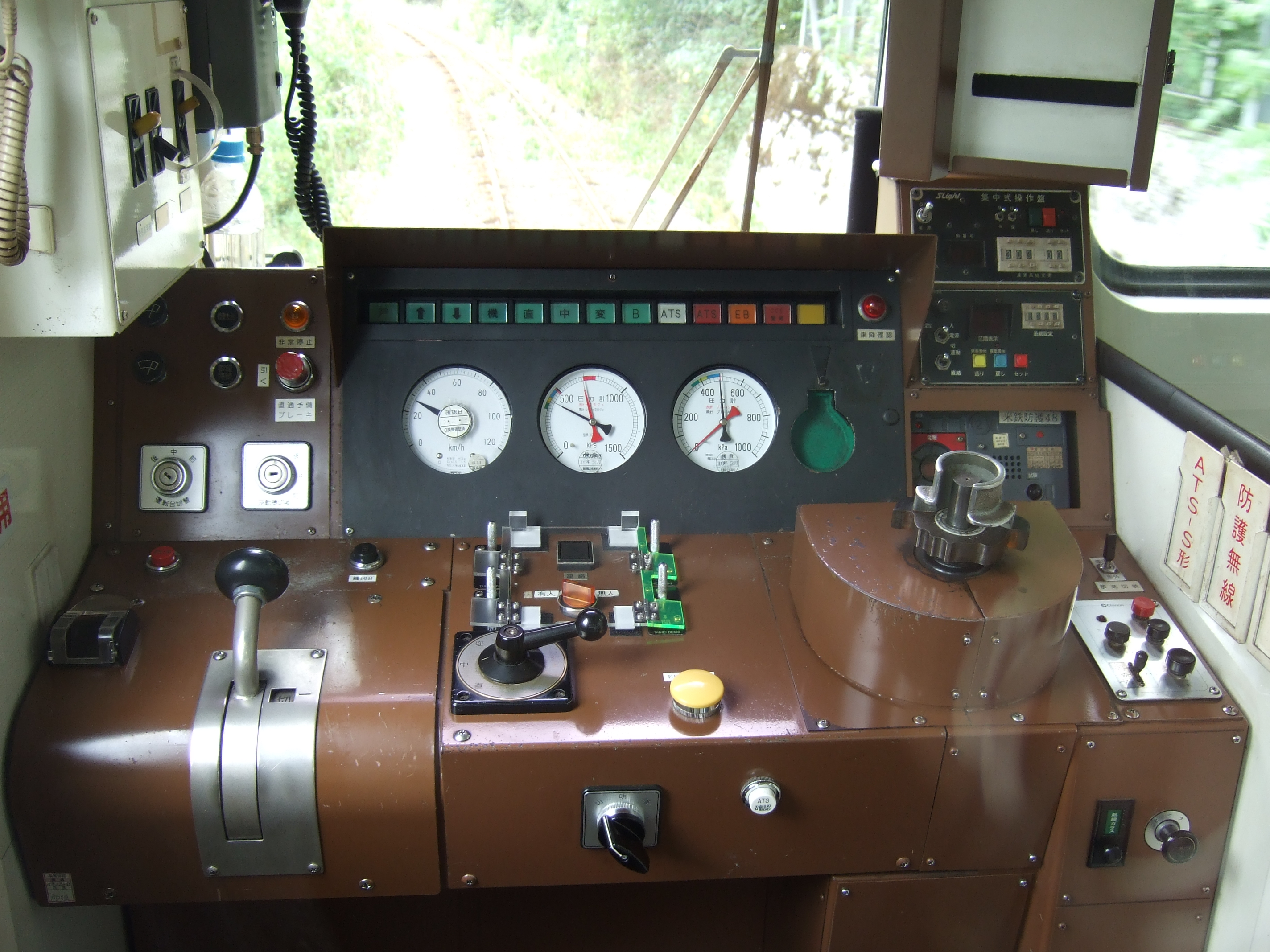
300番台的駕駛台。
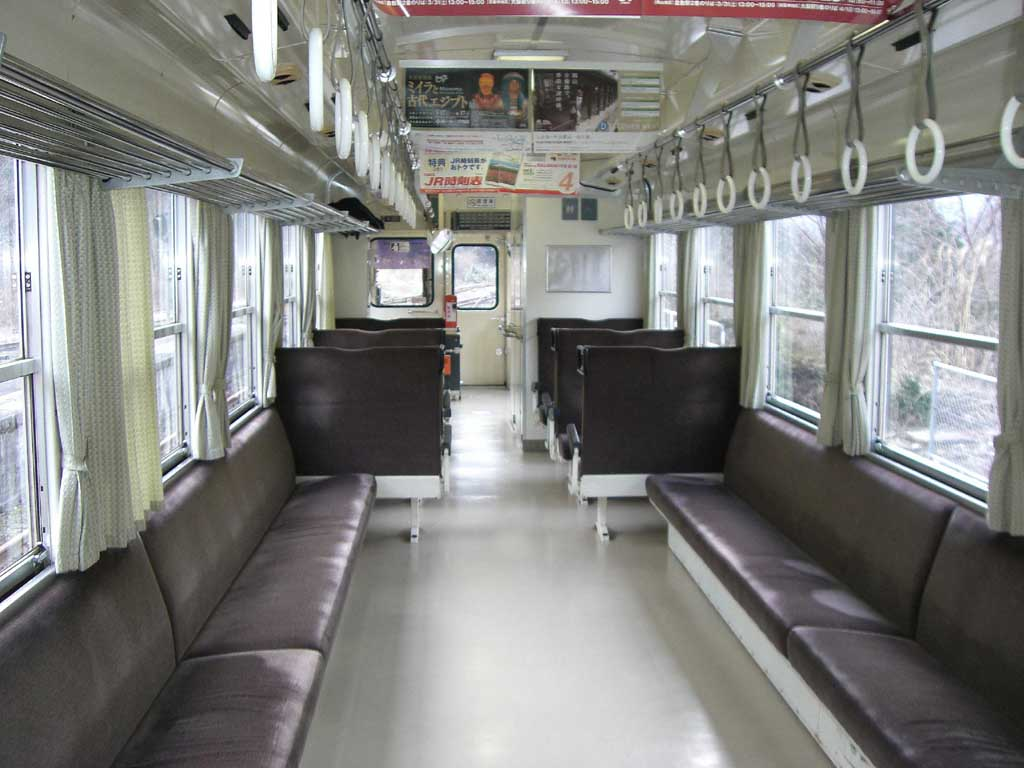
200番台的車廂內部。
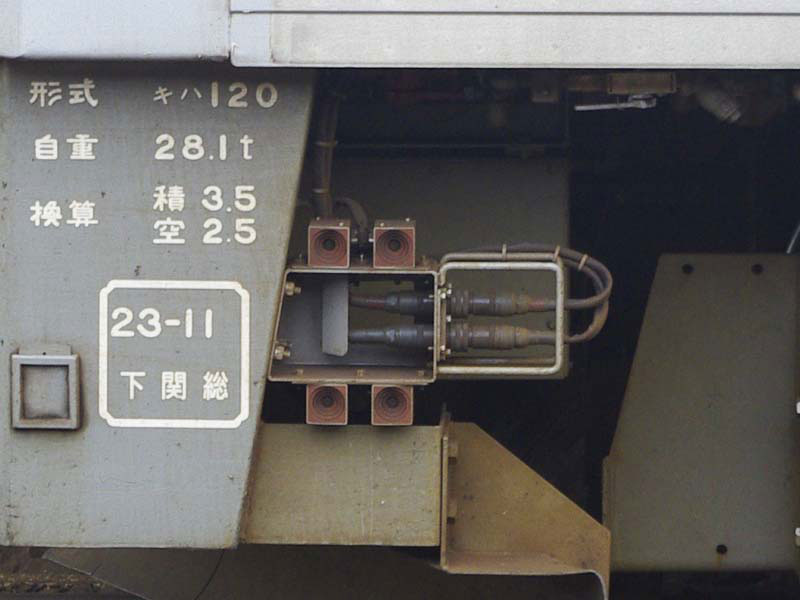
防止車門誤開裝置的感應器。

### 票價顯示器改裝
從2015年1月起，岡山支社、米子支社、龜山鐵道部所屬車輛，票價顯示器改用液晶顯示。

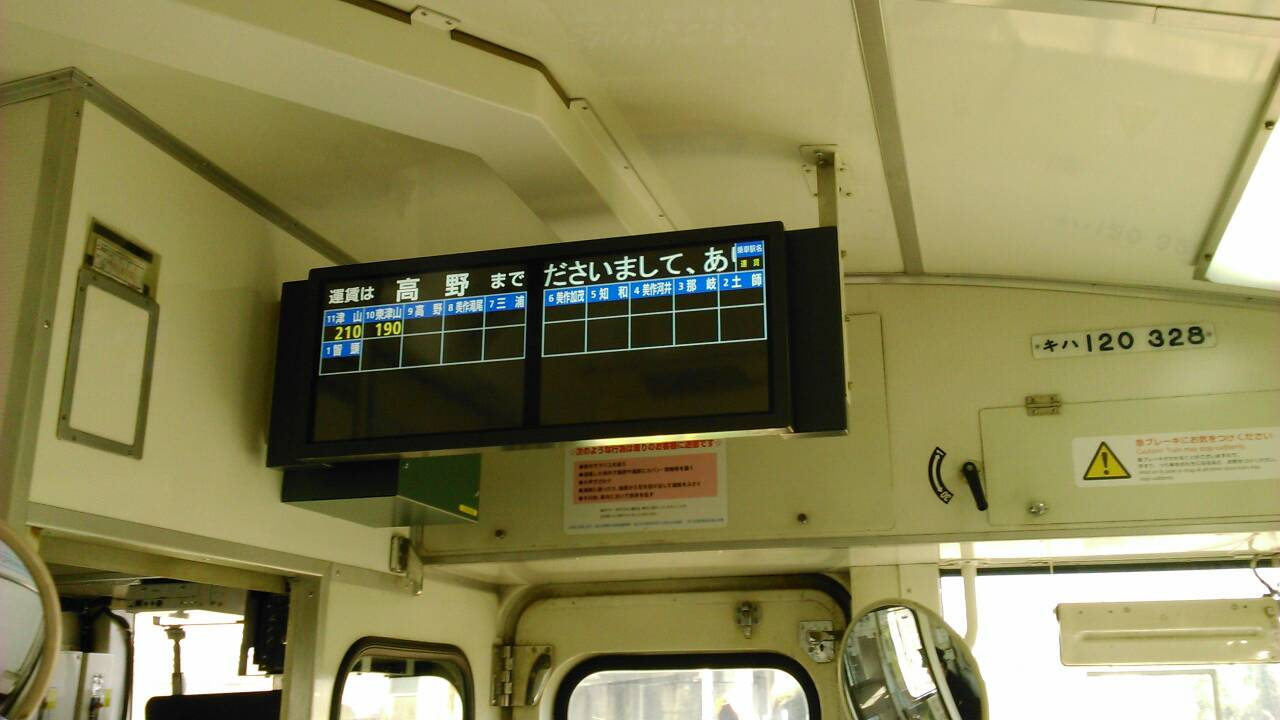
更新後的票價顯示器

### 升級工程
自最初一批車輛製造後25年，開始本型車的升級改裝計畫。於 2017 年啟動，主要目的是提高安全性和舒適性，成本約為每輛車 2500 萬日元，計劃到 2021 年，所有 89 輛車都完成。
工程包括椅套、扶手等的改裝、改用LED大燈，車廂內的照明改用LED的間接照明、加裝LED霧燈、強化駕駛座玻璃、加裝車門開關，門鈴安裝等。 キハ120-208於2017年7月14日於後藤綜合車輛所首先完工。7月16日在木次線列車支部向媒體公開。

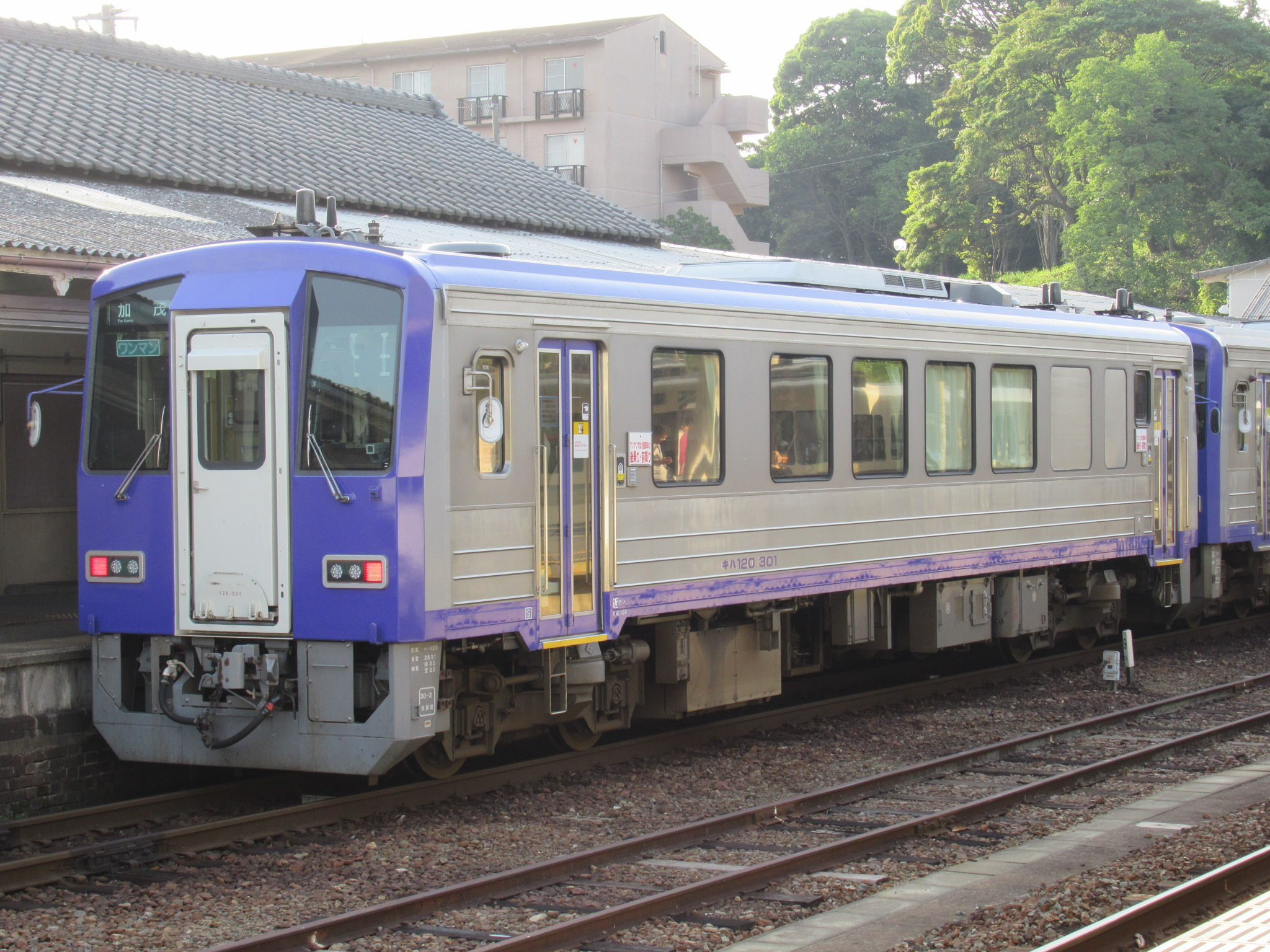
キハ120 301，攝於柘植站
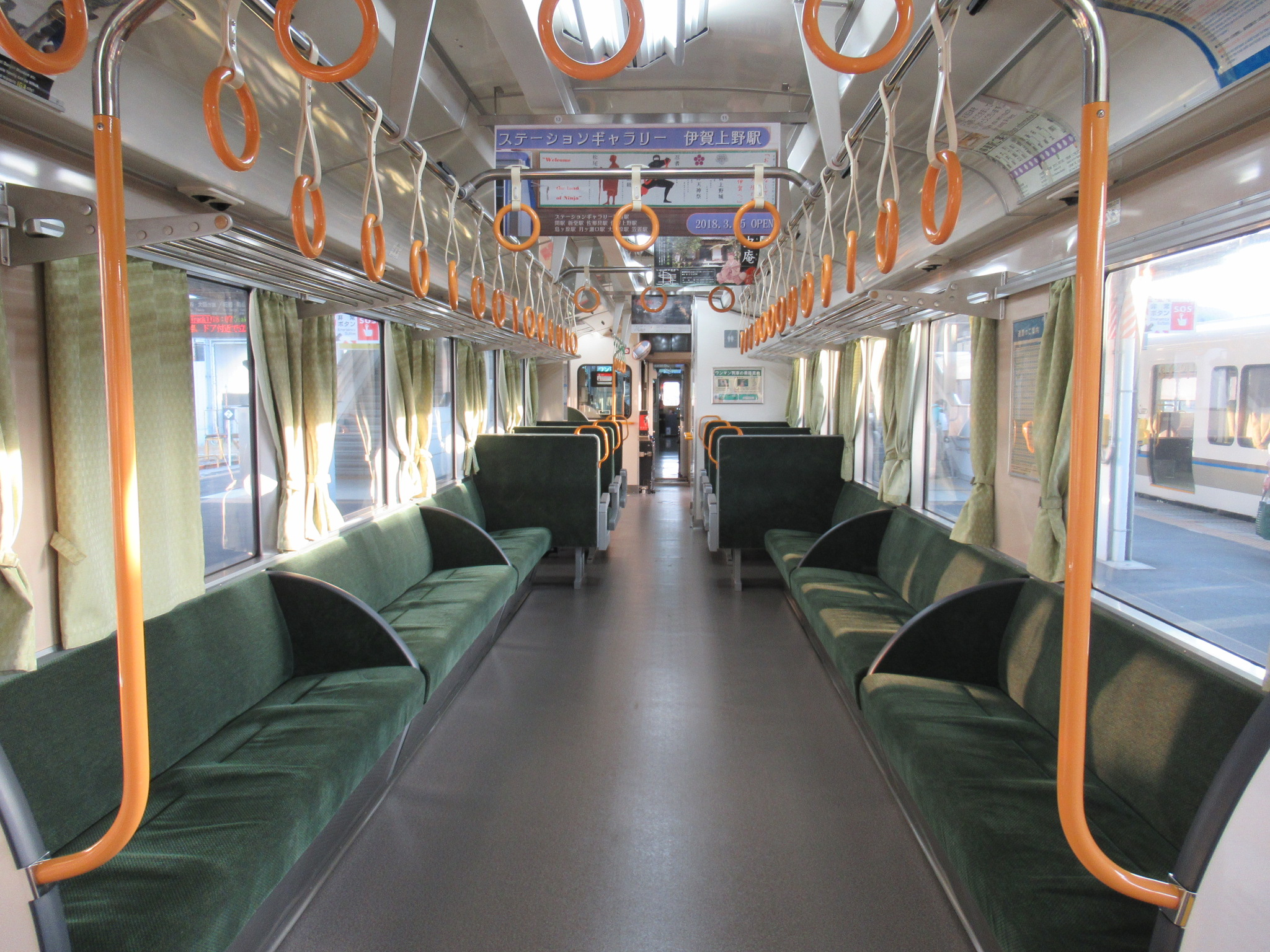
キハ120 301的車廂內部
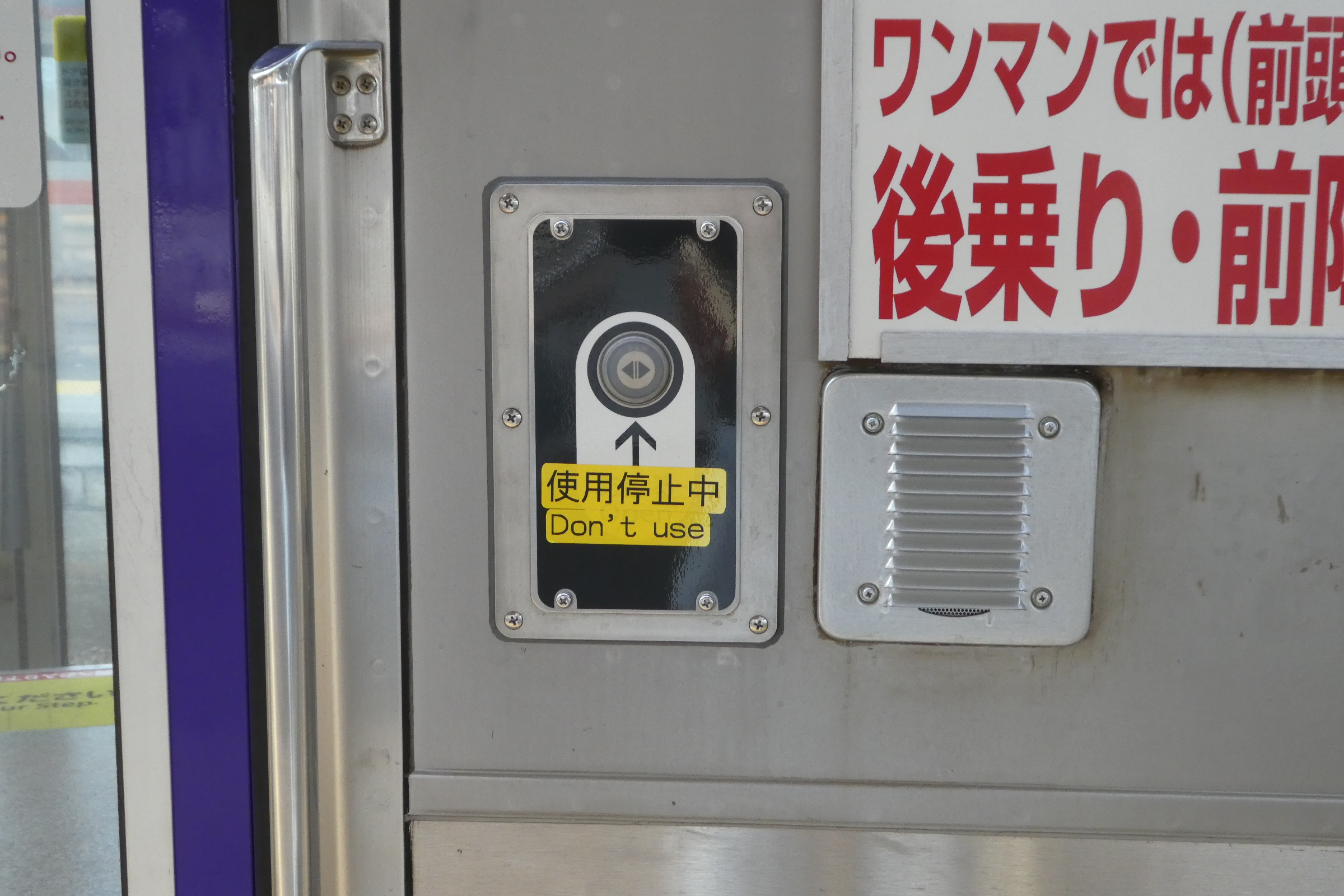
キハ120 306 車外的門開關
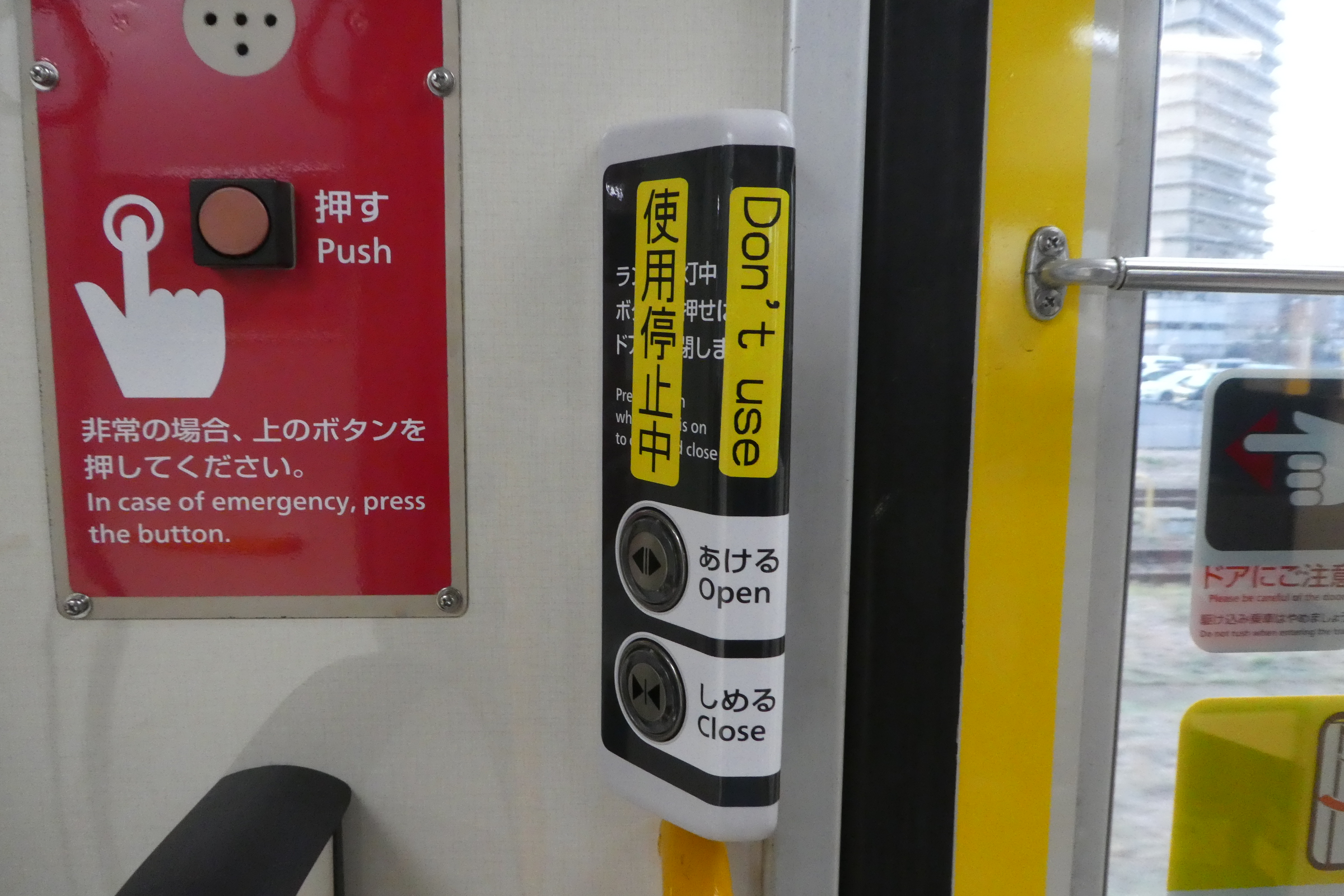
キハ120 306 車內的門開關。

## 車輛配置與運用
以下資料為2020年4月1日。本型與Kiha 40 系列等傳統柴油客車無法聯控，故在運用上與舊型客車分離使用。

### 近畿統括本部
龜山鐵道部配置0番台8輛（7・8・11 - 16）、300番台6輛（301 - 306），大部分列車為兩輛編組 2 節車廂列車運行。正面、車頂和下擺採紫色塗裝。

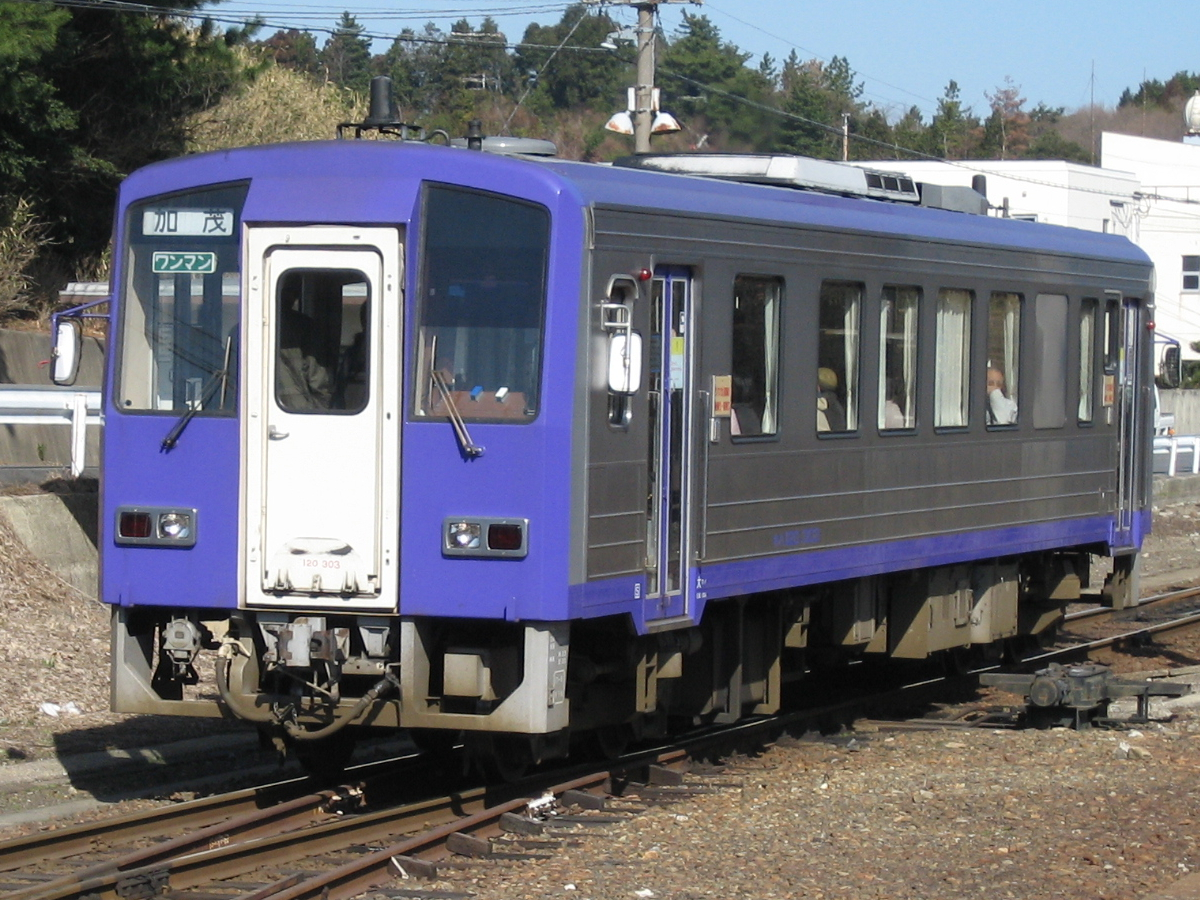
300番台

### 金澤支社
敦賀地域鐵道部的敦賀運轉中心配置200番台5輛車（201-205）。金澤綜合車輛所的富山支所配置0番台1輛車（22）和300番台14輛車（318、329、331、341、344至352號車，以及354號車）。

#### 敦賀地域鐵道部
行駛越前北線全線（包括北陸本線越前花堂站～福井站之間），基本上為單車運行，但也有一些2車或3車編組。塗裝原為白底漸層綠色方塊，但後來除特別列車外，都採紅色5號塗裝。

#### 金澤綜合車輛所富山支所
配置於富山支所的車輛，分別有12輛車用於行駛高山本線豬谷站至富山站區間，3輛車用於行駛大糸線南小谷站至糸魚川站之間。
自2011年3月12日起，高山本線的普通列車基本上使用本型車，白天以 1 節車廂和 2 節車廂編組行駛，但部分列車在上班日晨間通勤列車使用 3 節或 4 節車編組運行。塗裝方面，車窗以上綠色，腰部有紅黃條紋，高山本線用車，富山側的端面為紅色，豬谷側的端面為綠色。有兩部車為觀光用車的特殊塗裝。另外，22號車是唯一的一部0番台車，是2013年從新山口支所轉來的。

大糸線所用的車輛常駐於糸魚川運轉派出所。由於Kiha 52型老化，從2010年3月13日的時間表修訂開始使用本型車。基本上是單車編組，但旅客較多時會增加到兩輛車。由於大糸線使用的車輛是岡山柴油客車區轉來的車輛，塗裝也就類似，車窗上下漆為橙色，車側腰部有紅色條紋。

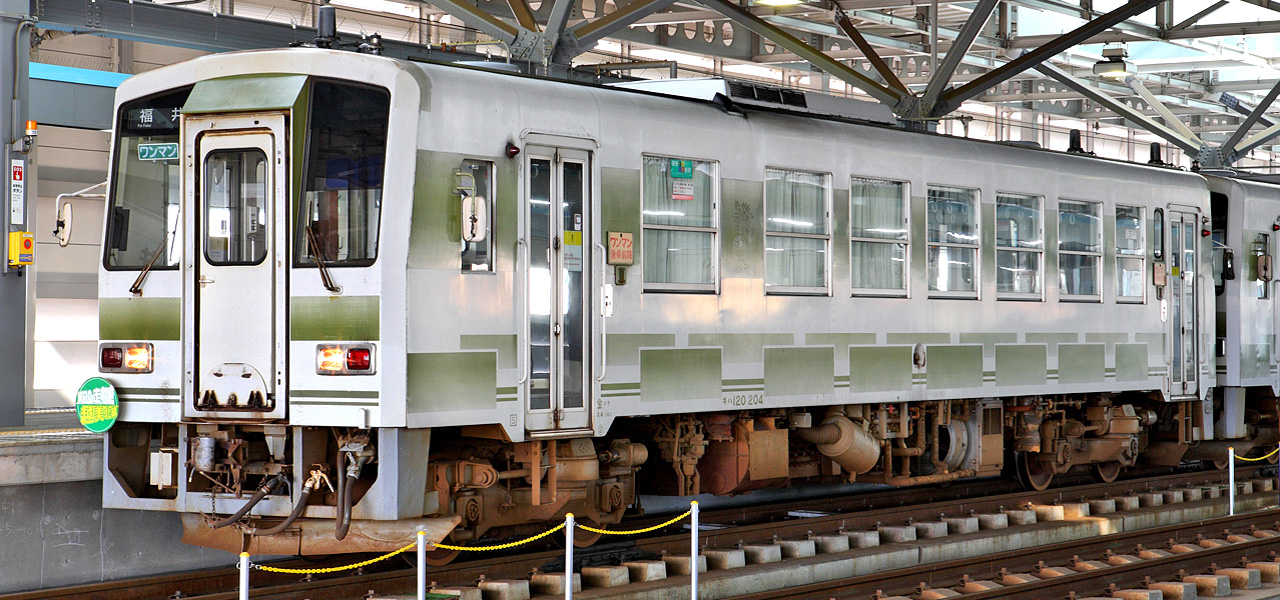
200番台（配置於敦賀，舊塗裝）
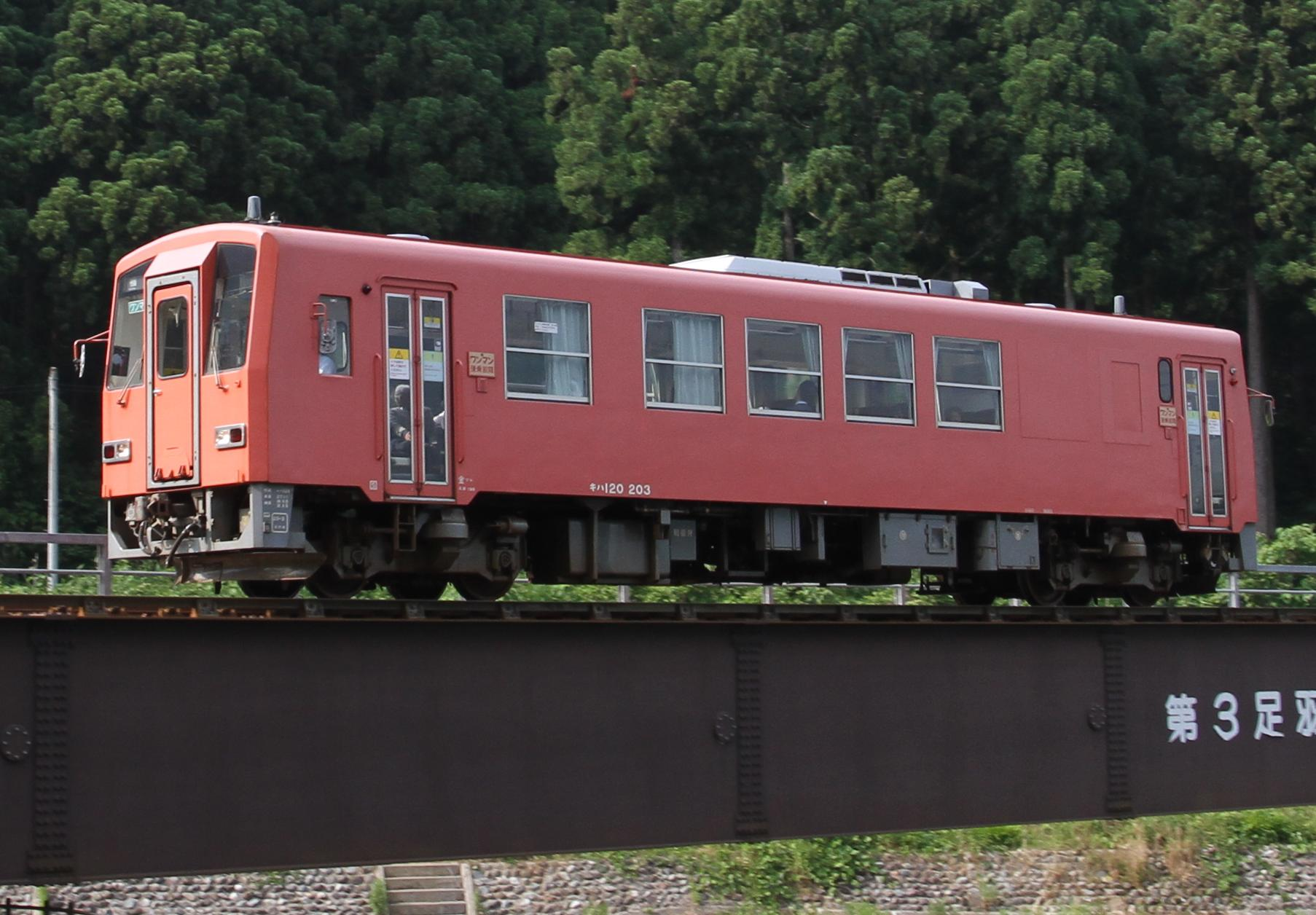
200番台（配置於敦賀，新塗装）
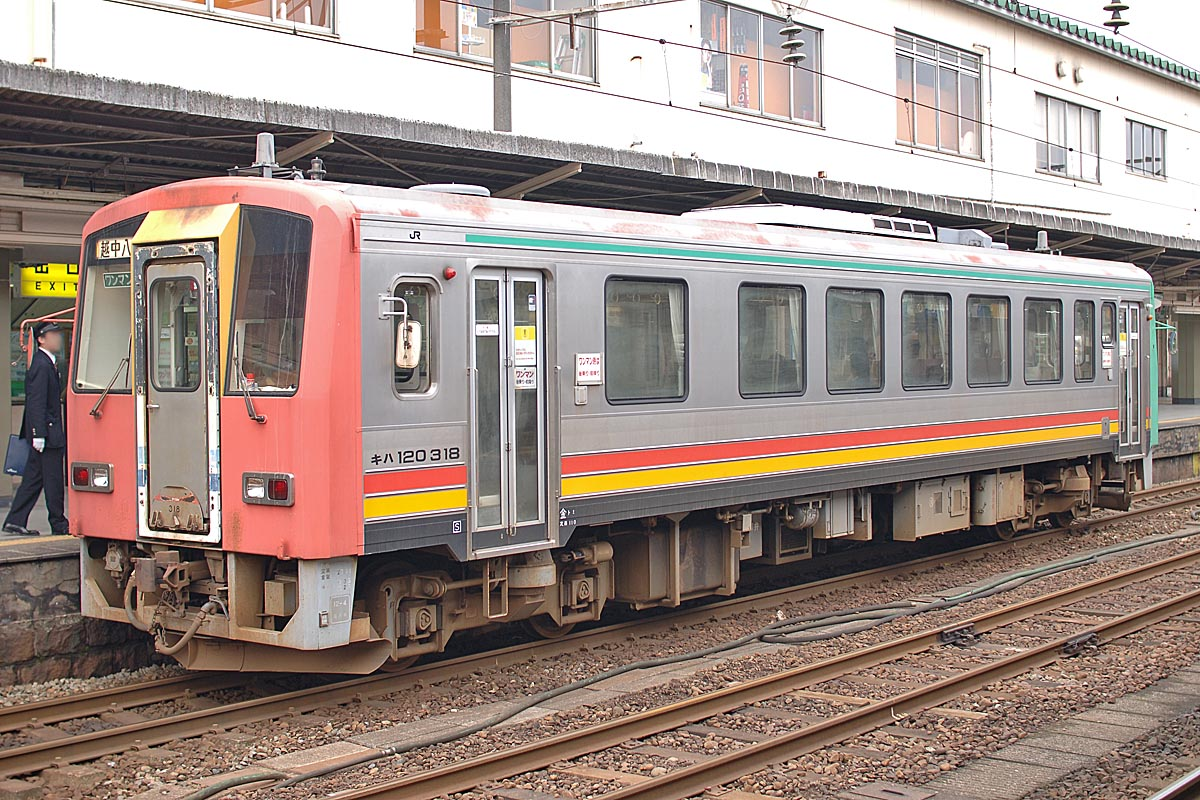
300番台（配置於富山，行駛高山線。仍有新山口支所的舊塗裝。）
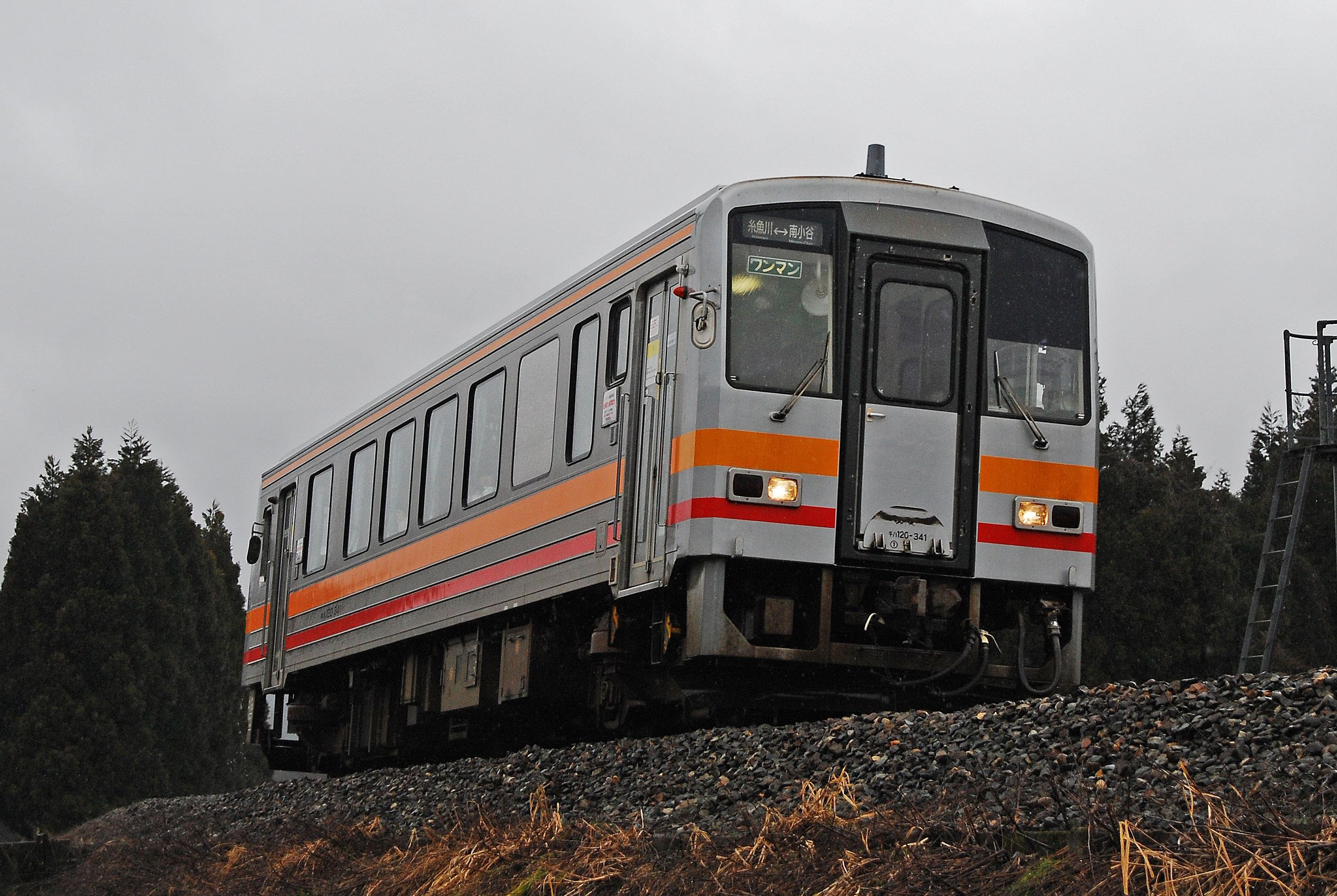
300番台（配置於富山，行駛大糸線。）
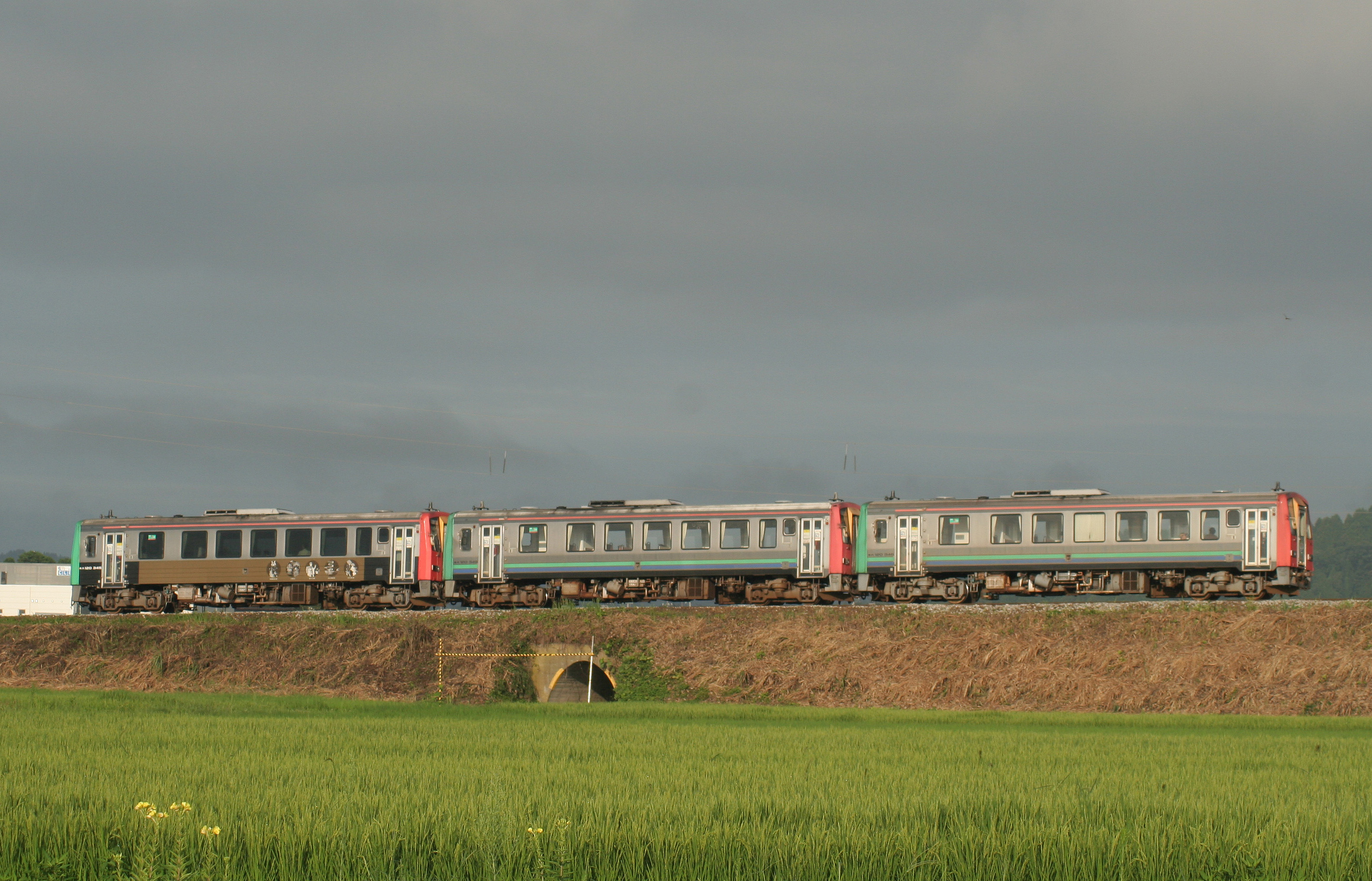
配置於富山，觀光列車（左）

### 米子支社
後藤綜合車輛所出雲支所有3輛200番台（206-208號）與4輛0番台（1-5號）。濱田鐵道部有14輛300番台（307 - 317、319、321、357）。
後藤綜合車輛所出雲支所的0番台與200番台一起運用於木次線全線、山陰本線的松江站與宍道站之間。 基本上是單車編組，但有些列車為兩節編組。 過去曾有最長達四節的編組（其中兩輛是回送）。塗裝方面， 200 番台以米色為底，車窗周圍為惶逃紅色，腰部為綠色。但所有車輛都改為紅色 5號顏色塗裝。 0番台塗裝以200番台為準，正面米色底色上有黃桃色寬帶配上綠色細條紋。
濱田鐵道部的車輛行駛於山陰本線的出雲市站和益田站之間。窗戶上方塗為紅色，下方是深藍與淺藍的條紋，前面是白色。 到2018年為止有些車輛尚未改裝完畢，但頭燈全部都已經改裝完畢。本型車曾行駛於2018年4月1日停駛的三江線。

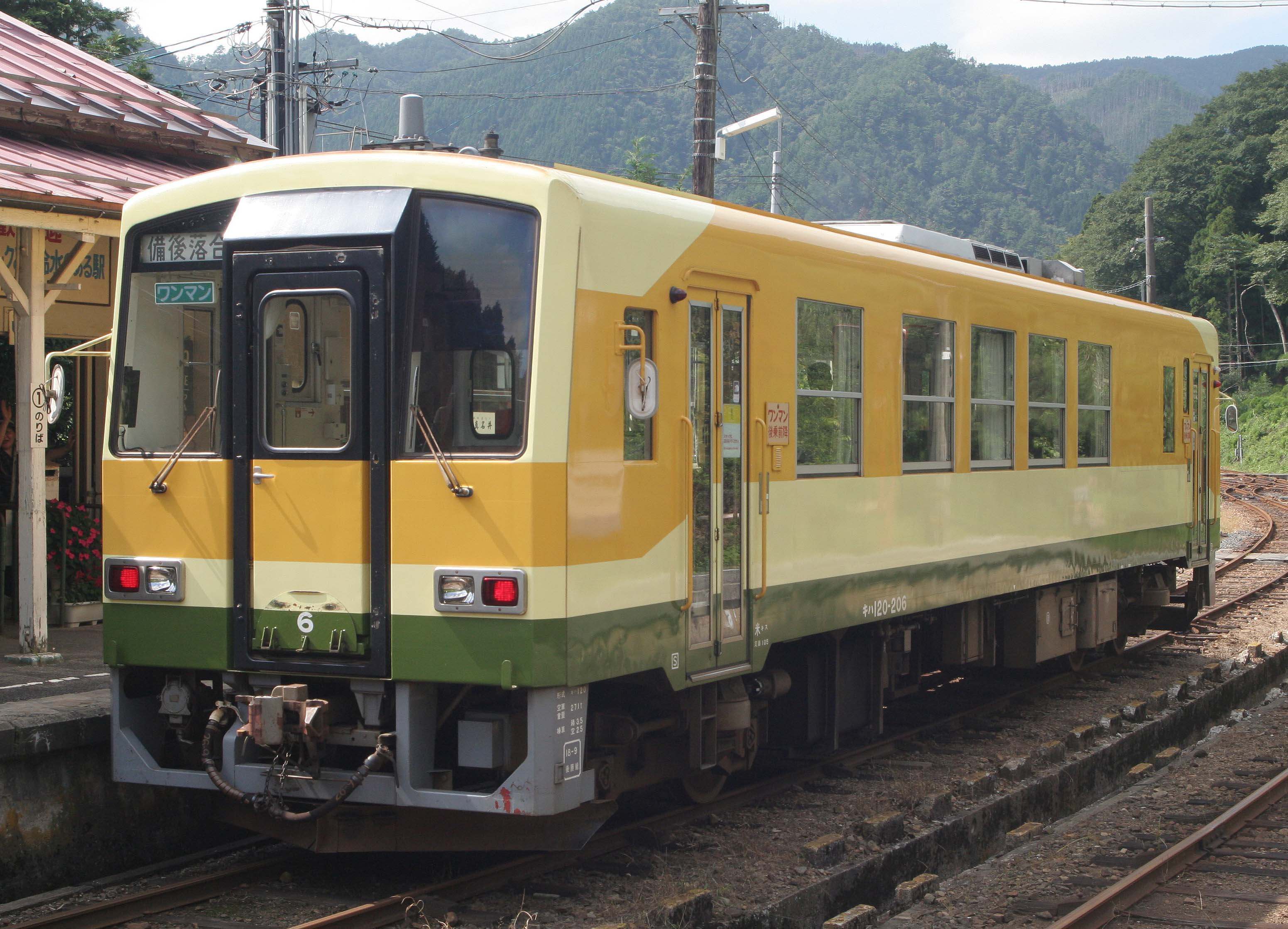
200番台（後藤出雲所屬，舊塗裝）
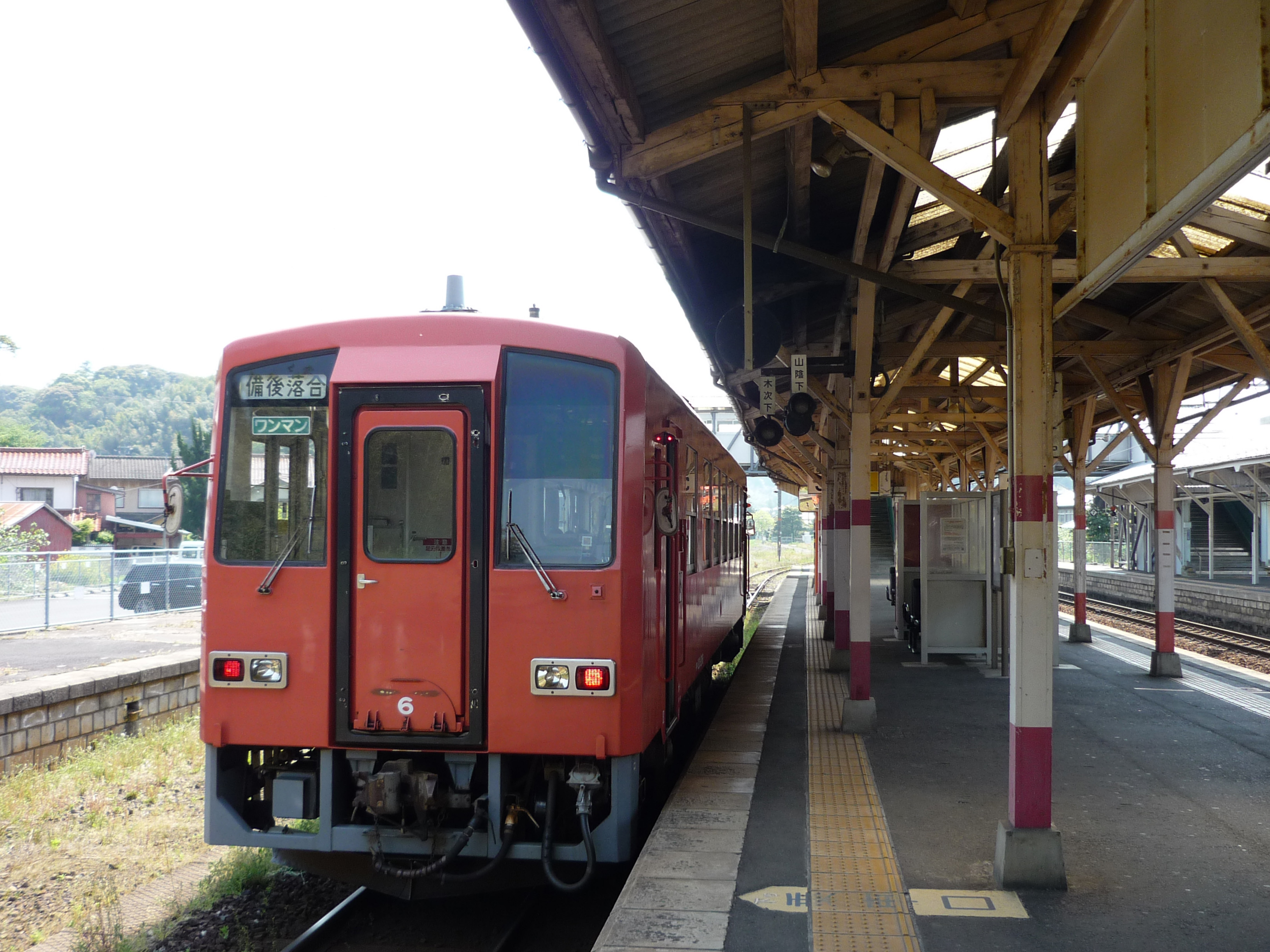
200番台（後藤出雲所屬，新塗装）
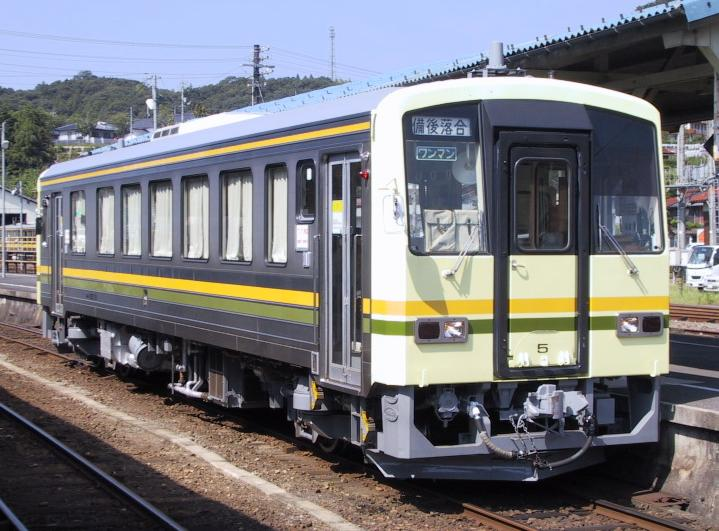
0番台（後藤出雲所属）
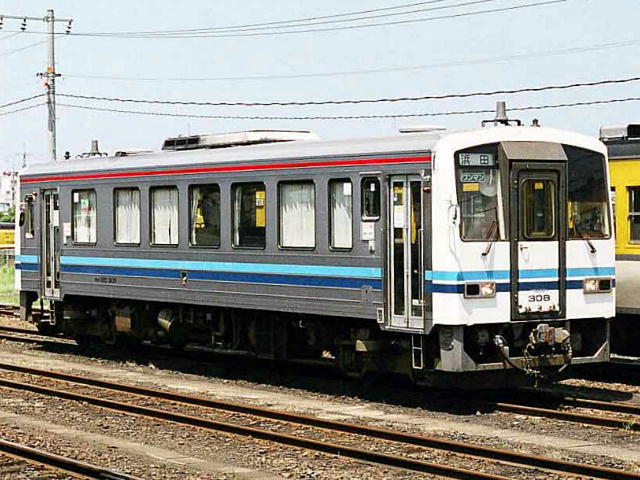
300番台（浜田所屬，大燈尚未改造）

### 岡山支社
岡山柴油客車區配置300番台共16輛車（328、330、334--340、342、343、353、355、356、357、359）16輛。行駛於下列路線：
- 津山線全線
- 因美線智頭站～東津山站之間
- 姬新線佐用站～新見站之間
- 藝備線備中神代站～備後落合站之間
- 伯備線新見站～伯耆大山站之間
- 山陰本線伯耆大山站～米子站之間

基本上是單車編組，但有些路線以2節車廂的列車行駛。津山線和姬新線仍然有部分列車使用KiHa40型運行。塗裝方面，357號車為濱田色，車窗上下方為橙色，腰部有紅色條紋。 2015年起岡山支社所有車輛的票價顯示器更新為液晶顯示。358號車因2020年3月發生的藝備線脫軌事故於原地解體，於3月19日報廢。這是本型車第一輛報廢的車。

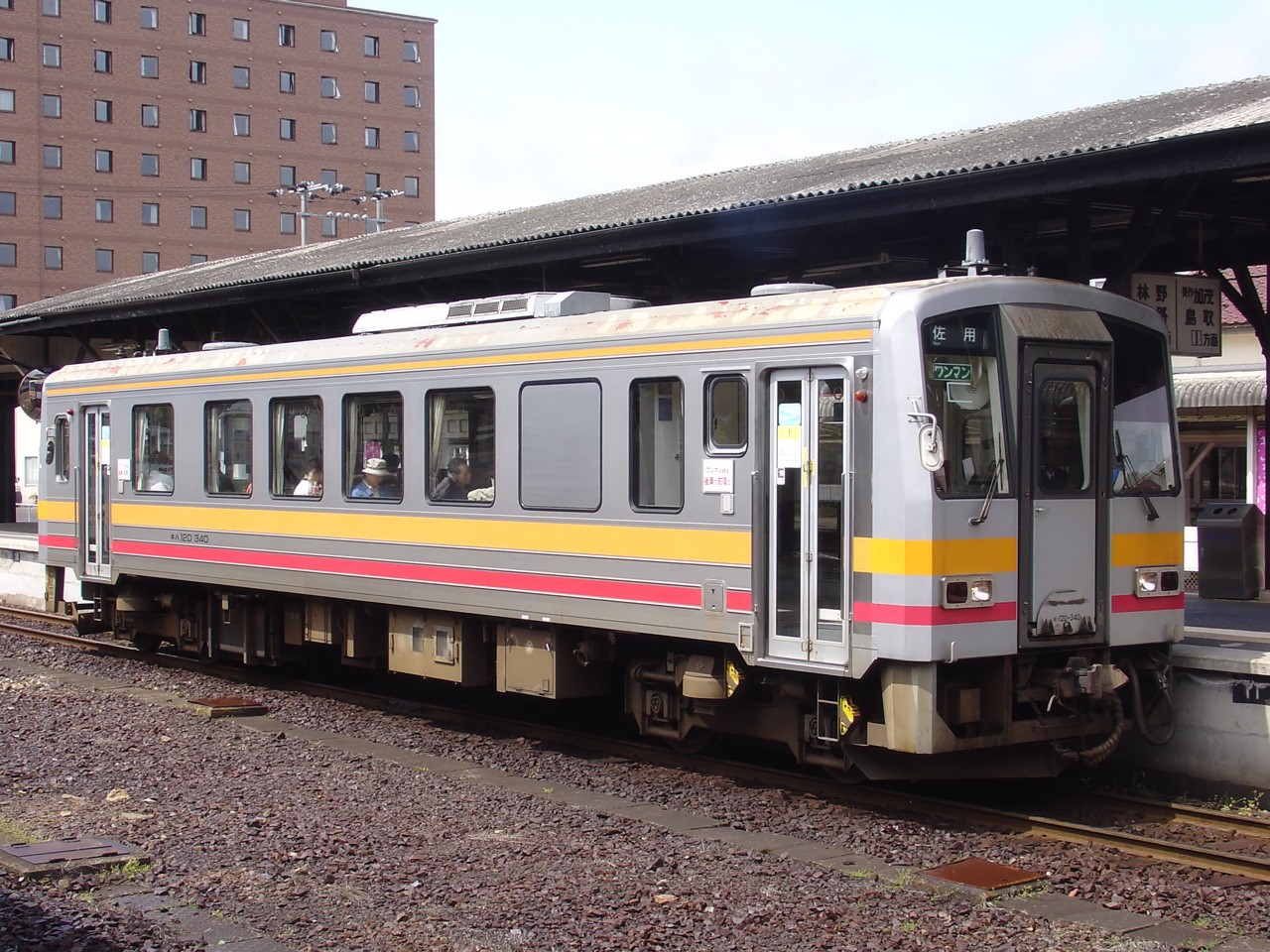
キハ120 340（便所設置改造後）
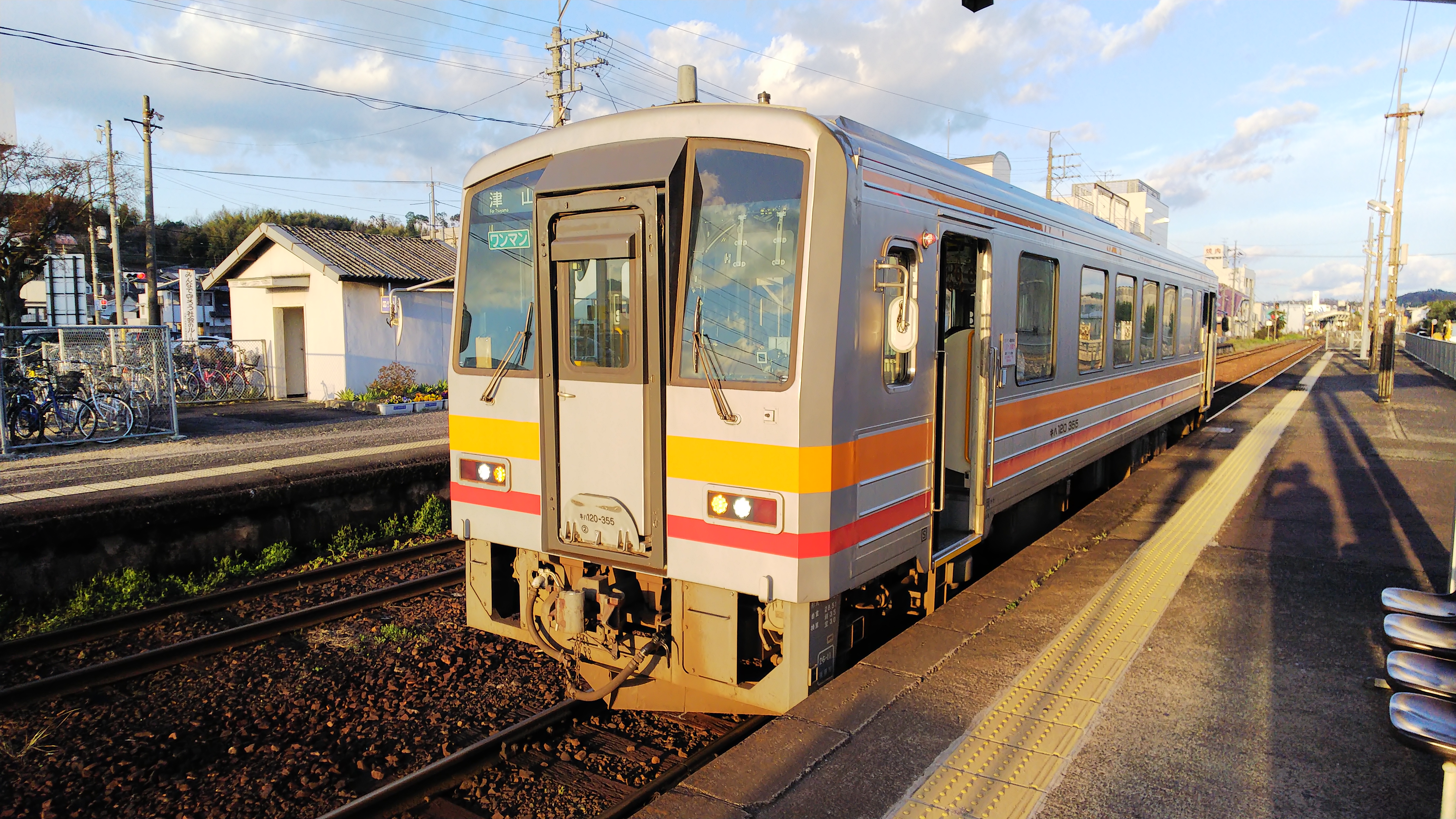
キハ120 355（体質改善後）

### 廣島支社
下關綜合車輛所配置八輛 0 番台和九輛 300番台；其中廣島支所有3輛0番台（6、17、21）與7輛300番台（320、322、324、326、327、332、333）。新山口支所有5輛0番台（9 、10、 18-20）與2輛 300番台（323、 325）。
廣島支所的車輛常駐於三次鐵道部，行駛於藝備線廣島站至備後落合站（主要是三好站至備後落合站之間）和福鹽線府中站至鹽町站之間。基本上為單車編組，但在廣島站和三次站之間以雙車編組運行。車身正面塗成銀色，窗戶周圍為黑色，窗戶下方塗有藍紫色和藍色條紋。
新山口支所的車輛常駐於長門鐵道部，行駛山陰本線益田站至長門市站、山陰本線仙崎支線長門市站至仙崎站之間，以及美禰線全線。基本上為單車編組，但有些列車以雙車編組運行。 車身前部採用銀色塗裝，車窗周圍為黑色，前大燈周圍和側面採用藍色、桃紅色和黑色飾帶。有些車輛的車身編號也改用國鐵時代的標準字體。

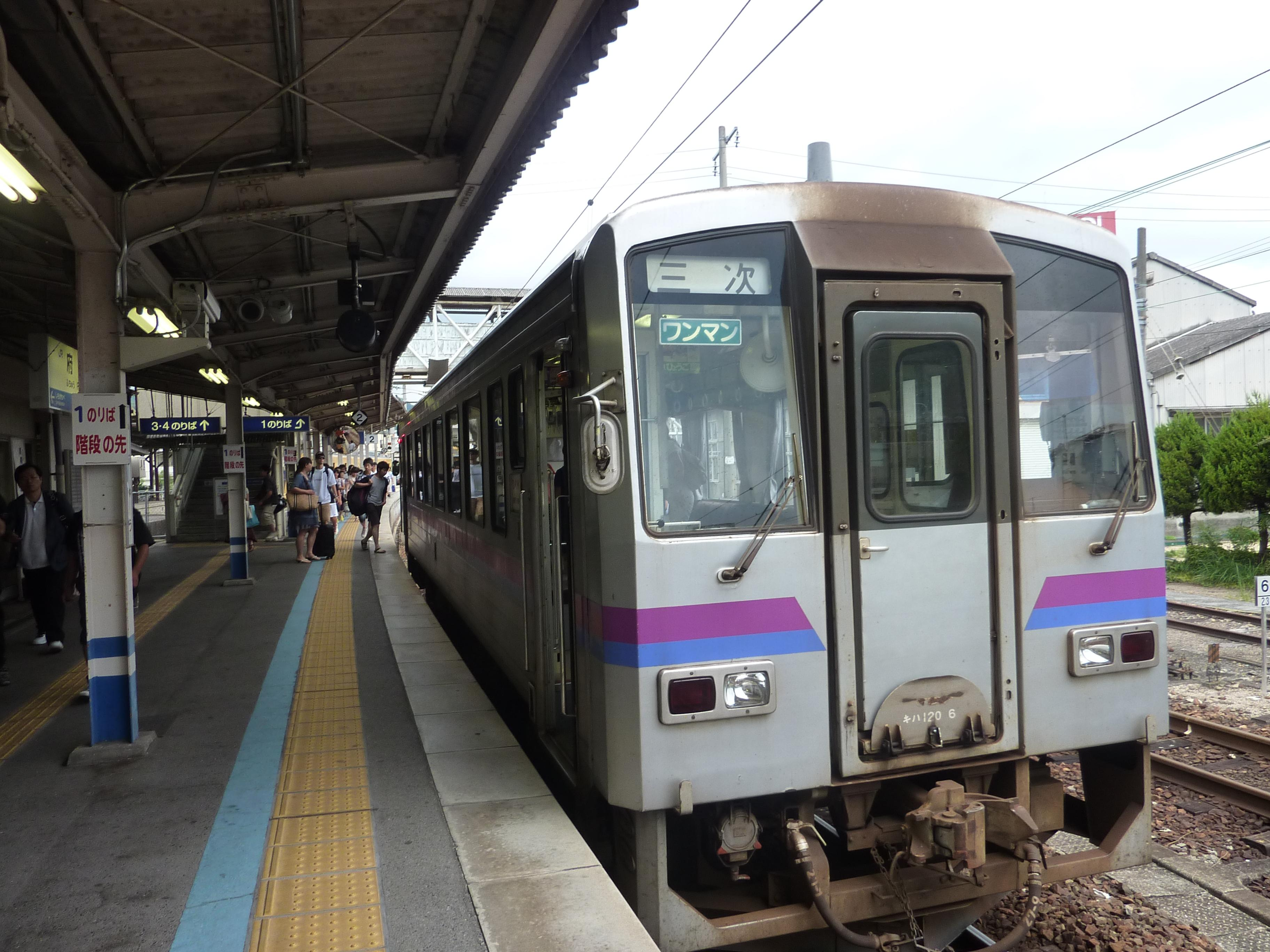
キハ120 6（配屬於廣島）
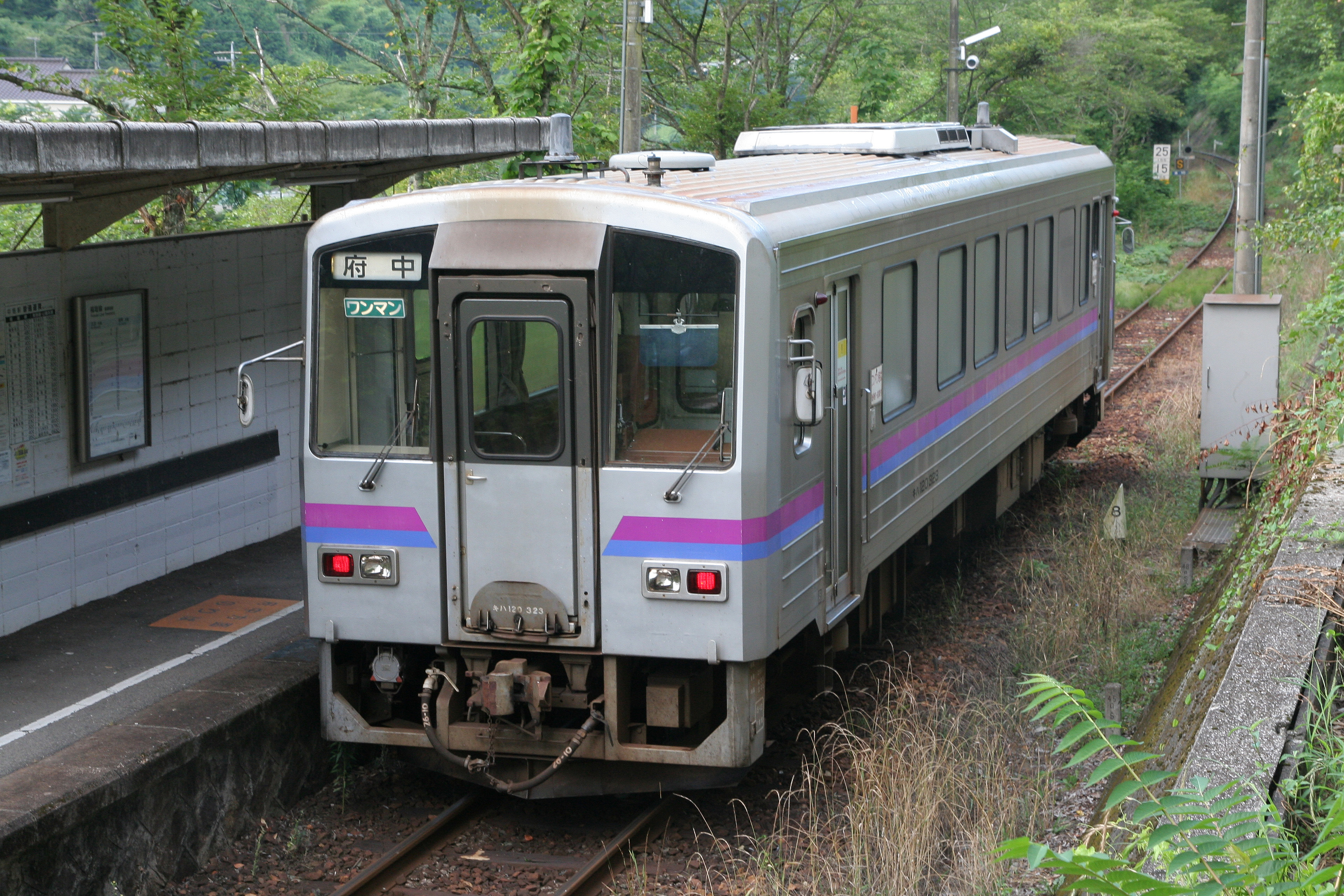
キハ120 323（配屬於新山口）
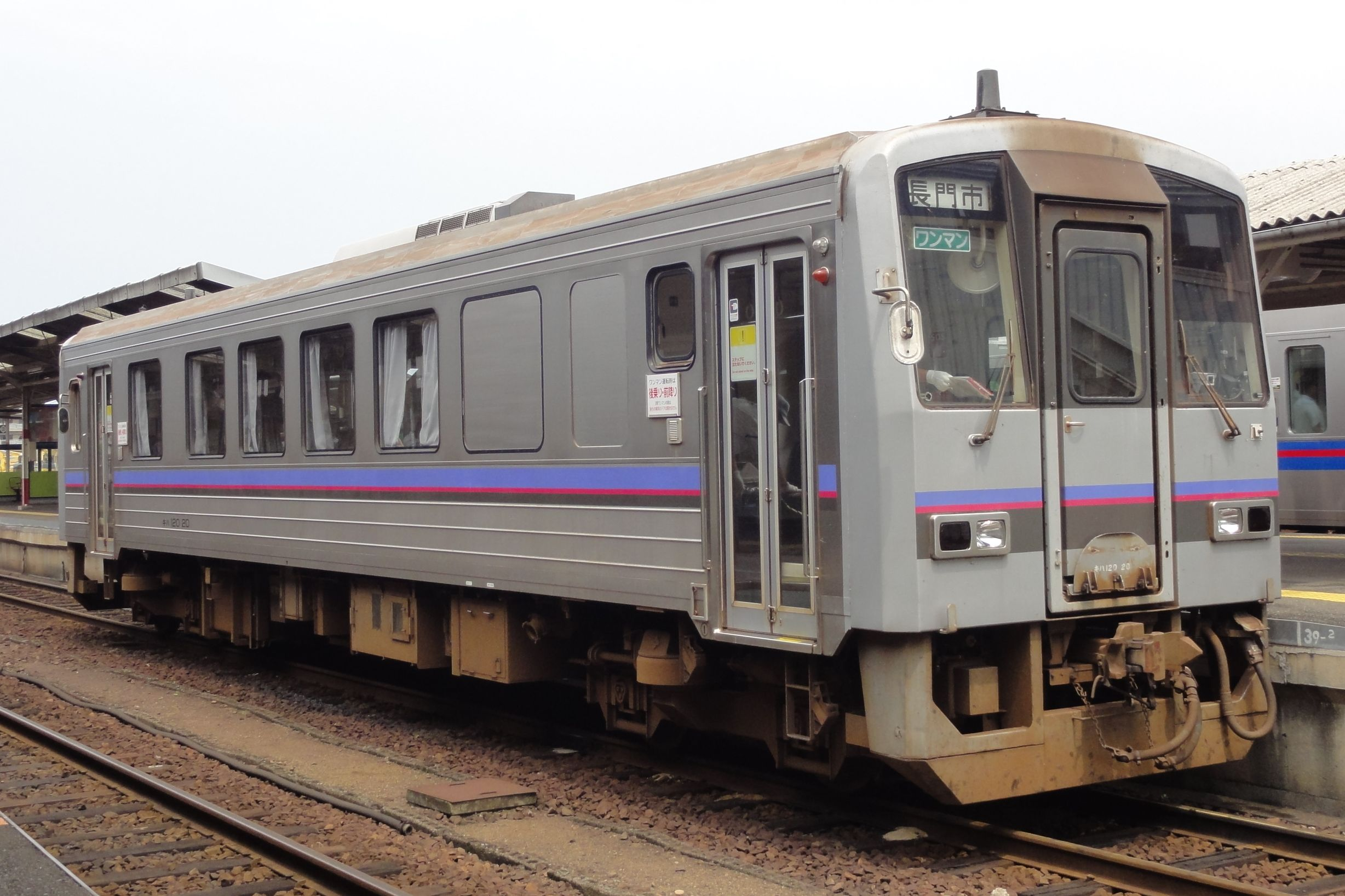
キハ120 20（配屬於新山口）
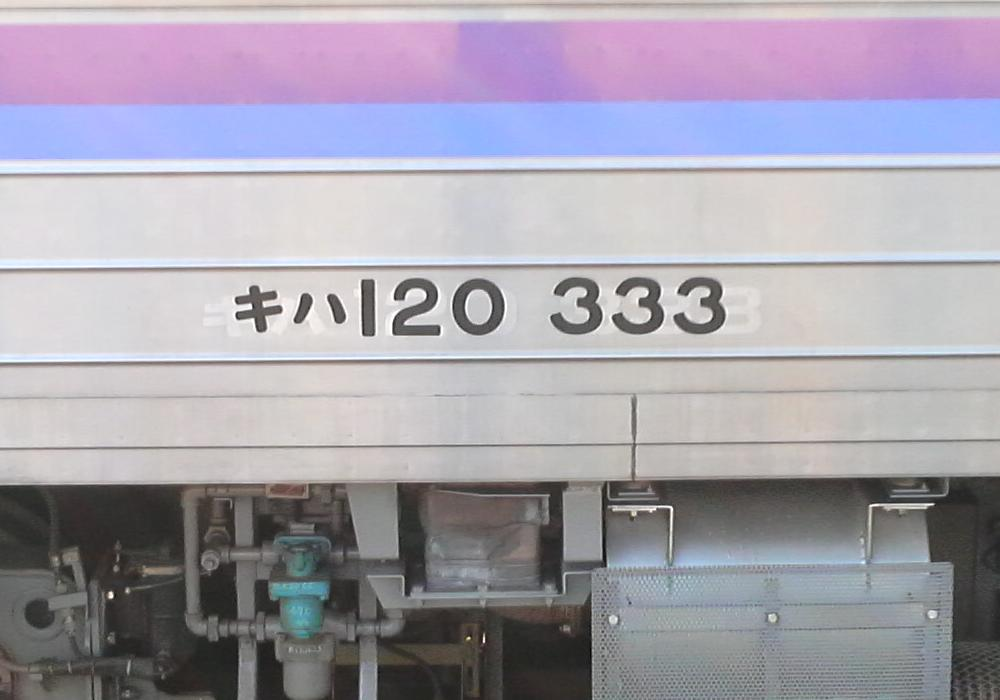
更改塗裝時，車號也改用了國鐵時代的キハ120 333
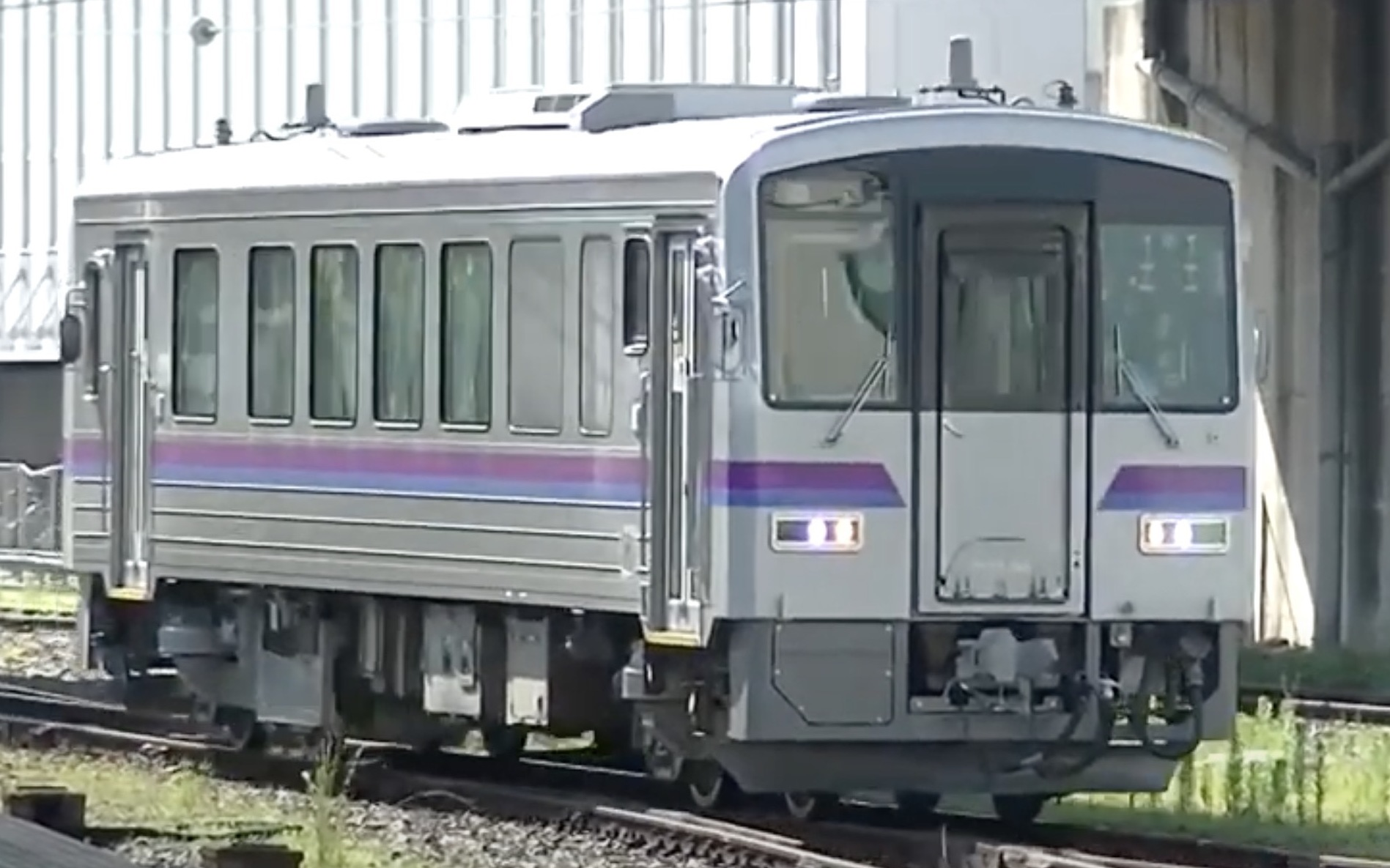
キハ120 323（升級改裝後）

## 圖輯

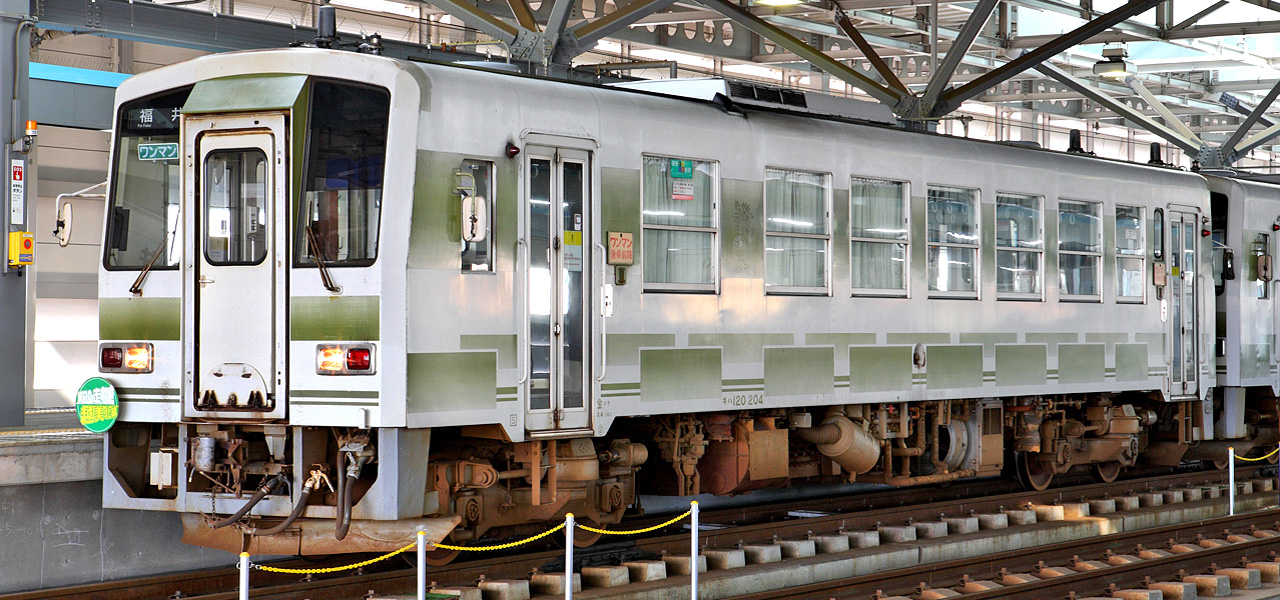
2008 年 4 月，舊塗裝的 KiHa 120-205
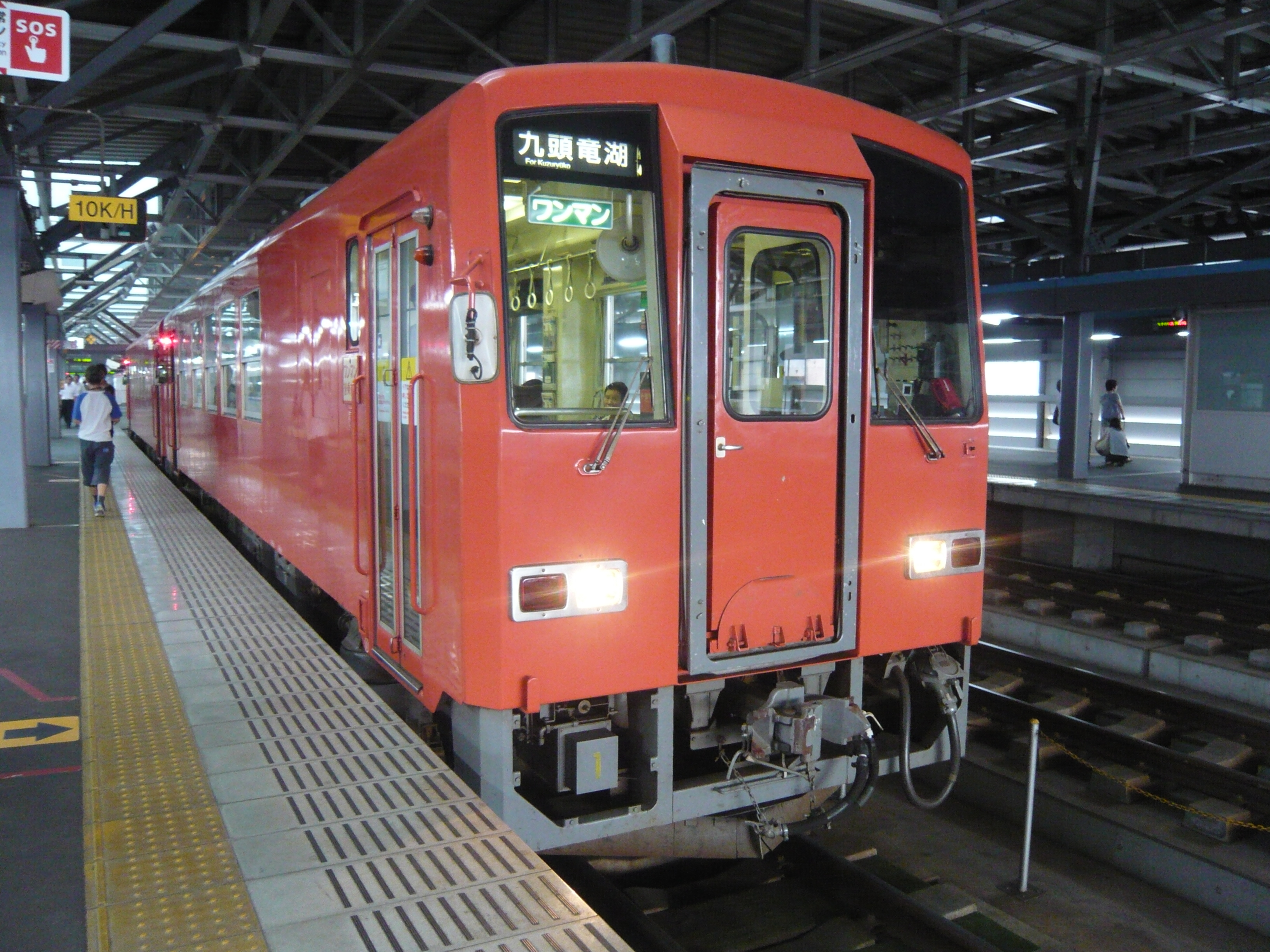
福井的 KiHa 120-201， 2011 年 8 月
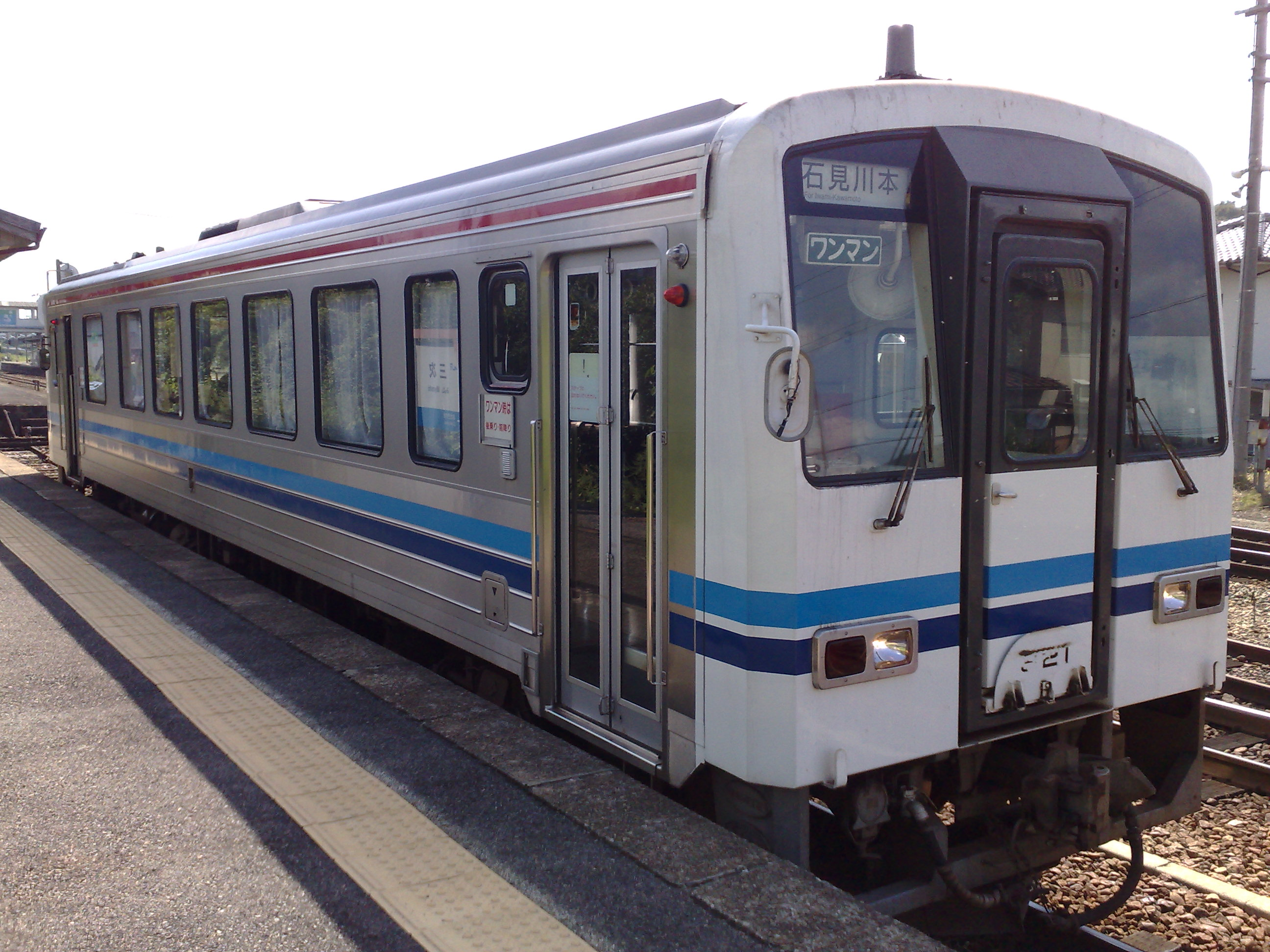
2008 年 9 月，KiHa 120-321
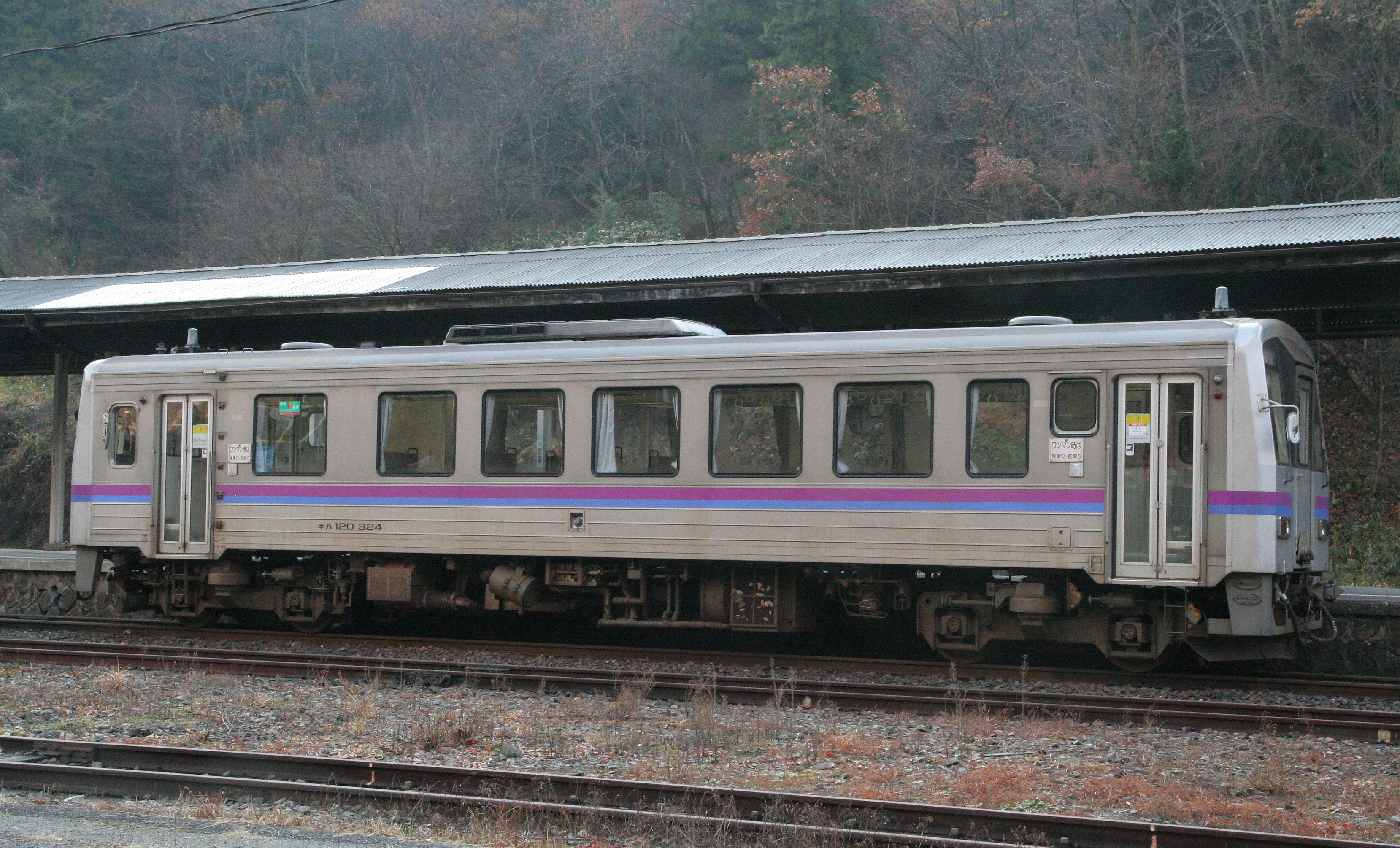
2008 年 11 月，KiHa 120-324
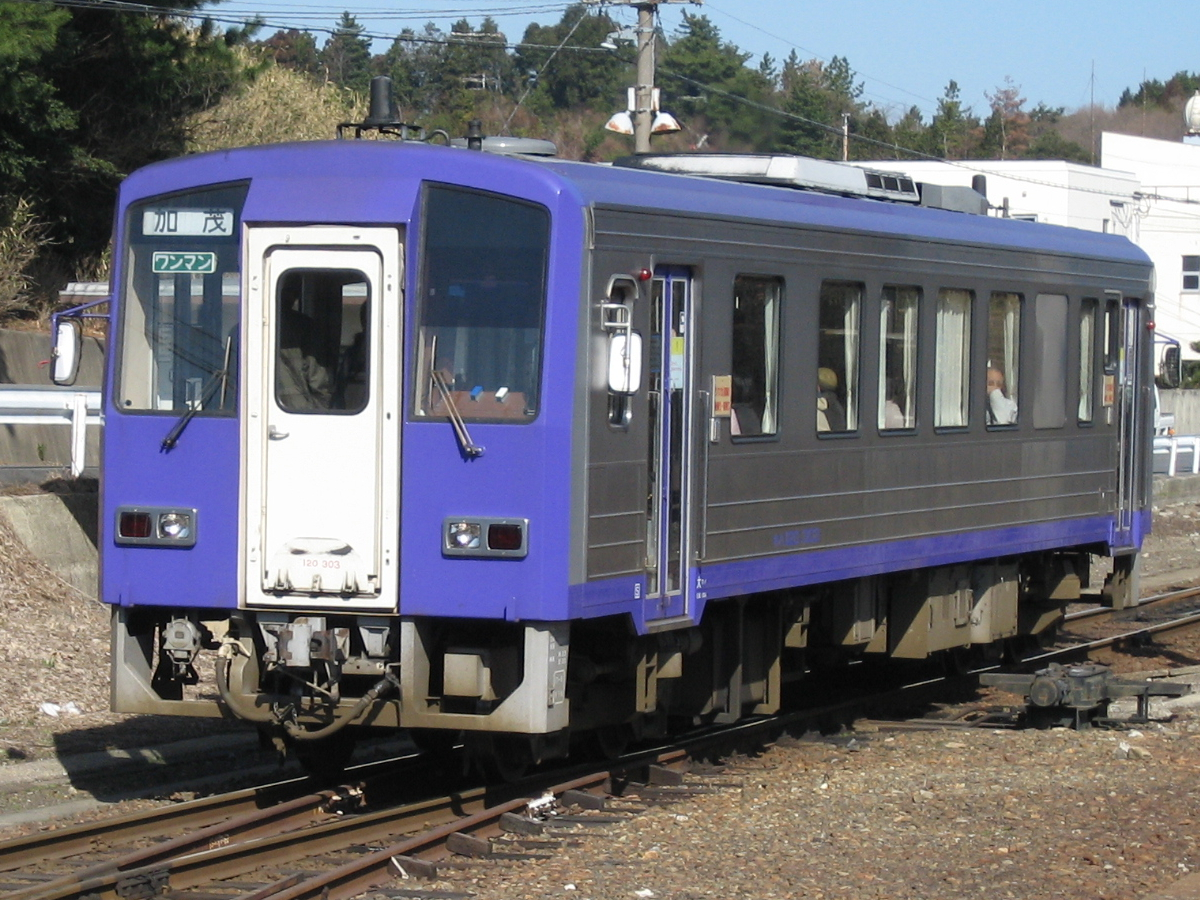
2006 年 3 月，KiHa 120-303
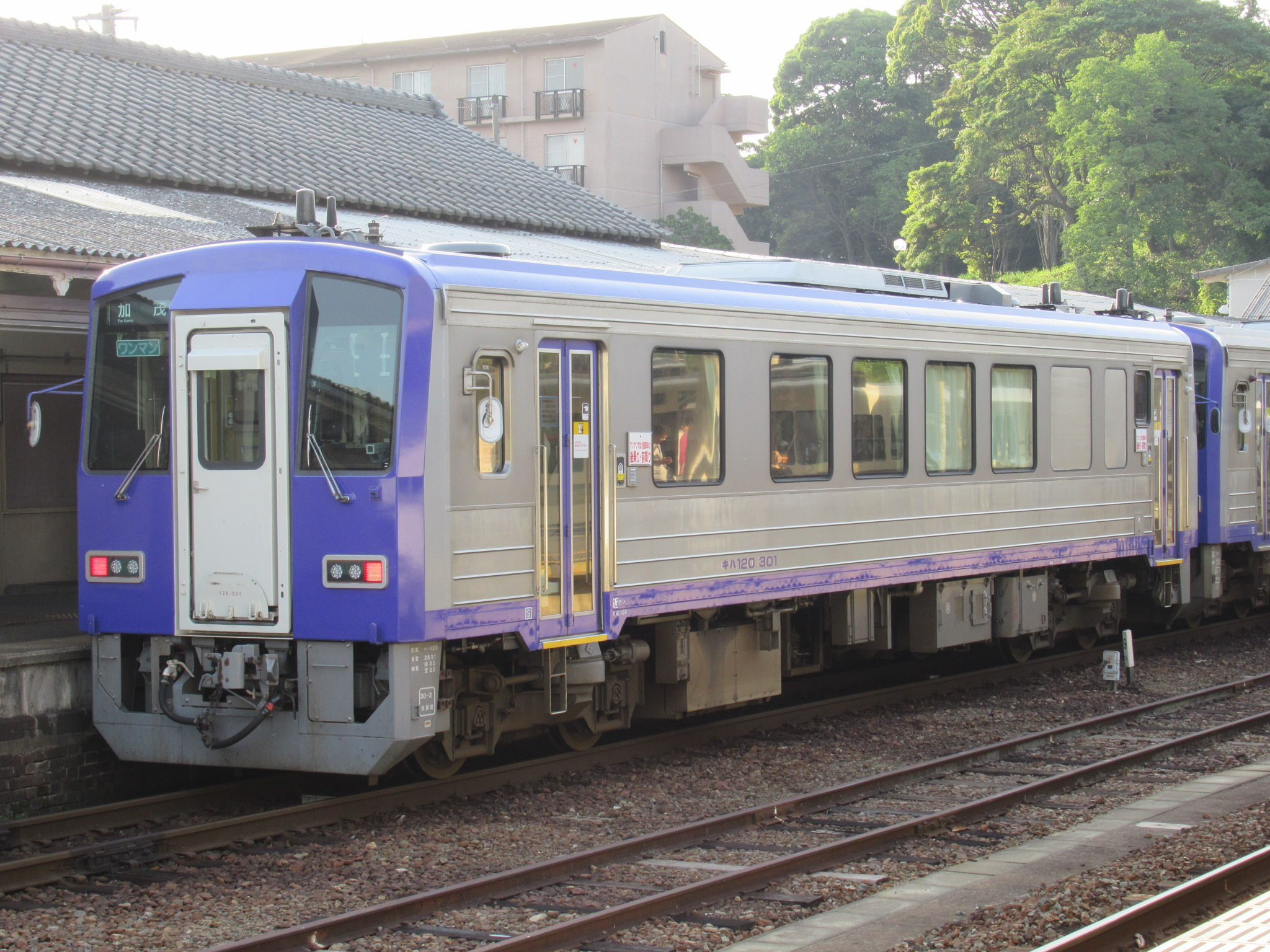
2018年5月，KiHa120-301改裝車，龜山
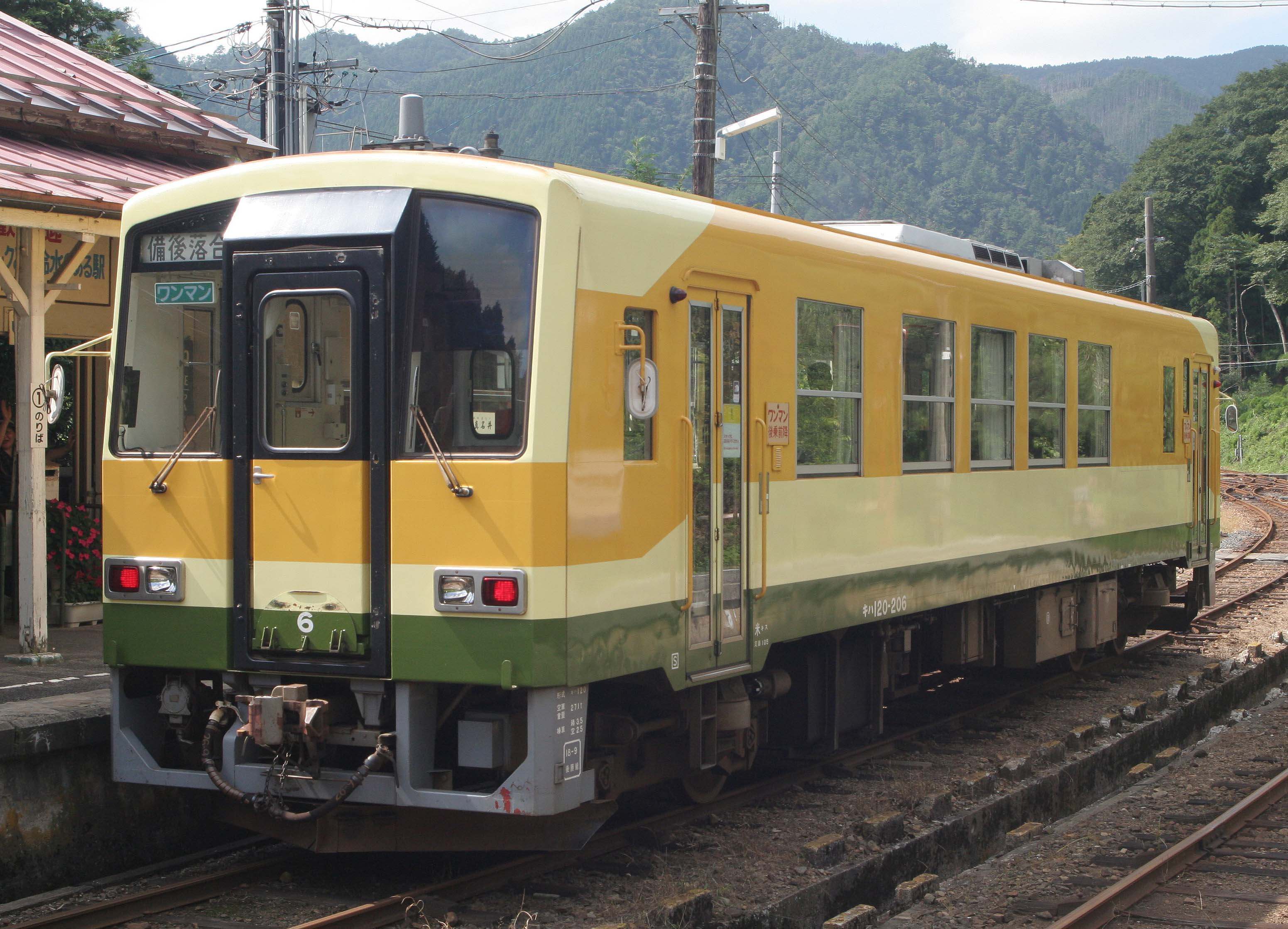
配置於木次的 KiHa 120-206 于 2007 年 9 月改採原始塗裝
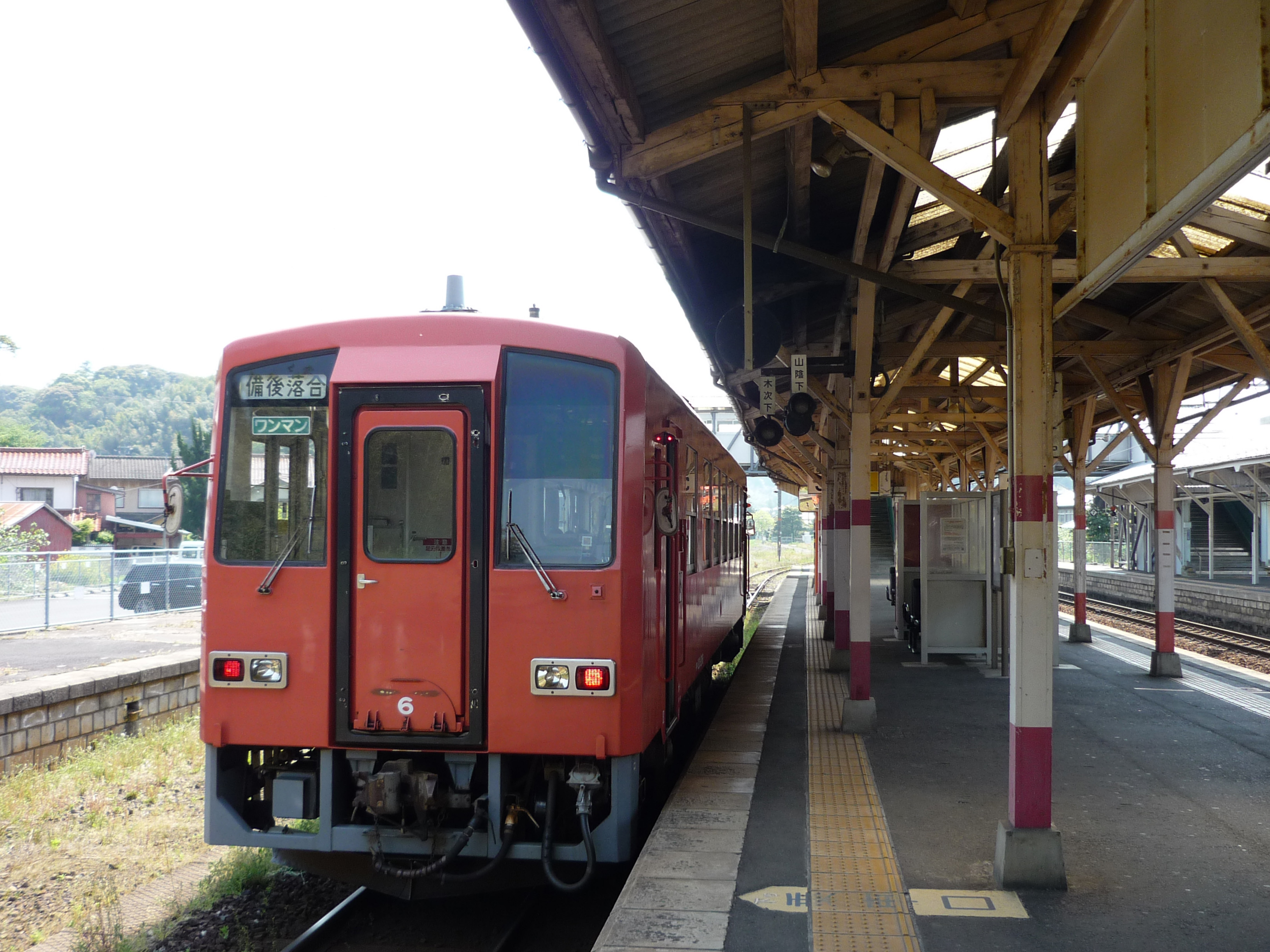
配置於木次的 KiHa 120-206 ，于 2017 年 4 月改裝
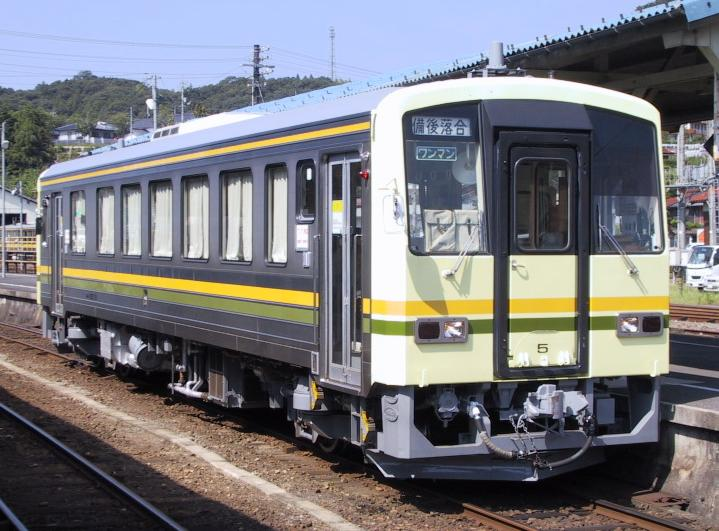
配置於木次的KiHa 120-5
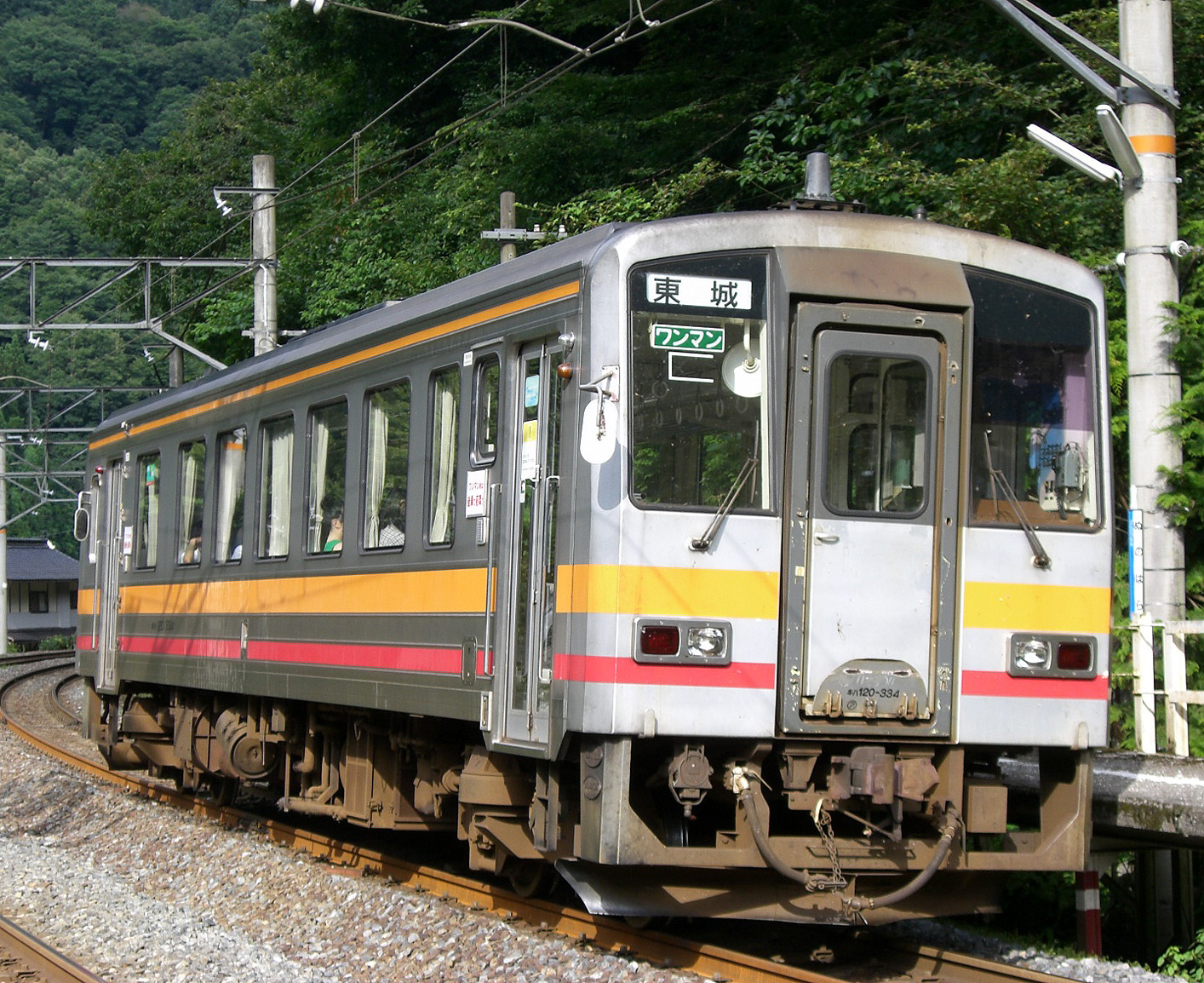
2006 年 7 月， KiHa 120-334
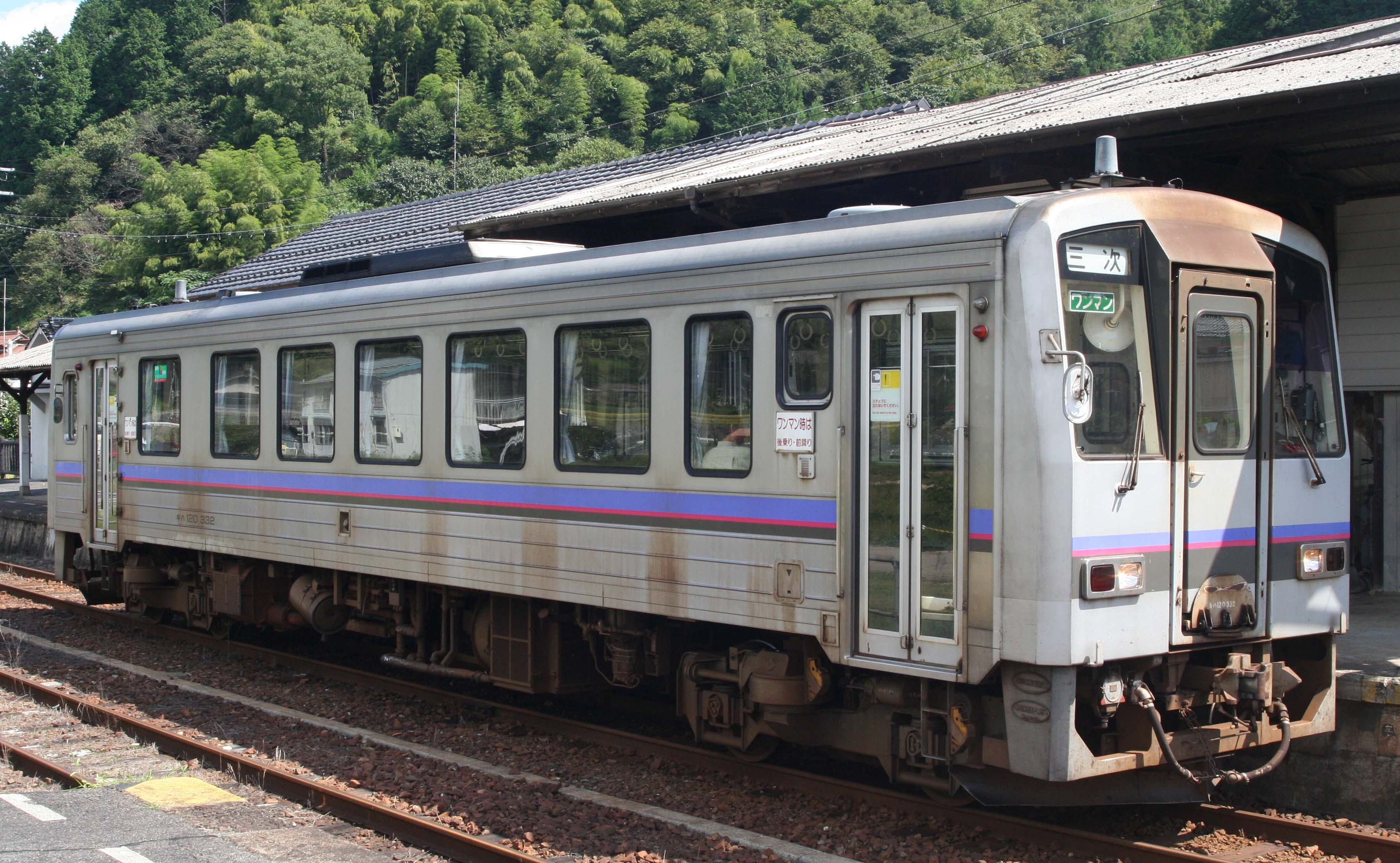
2007 年 9 月， KiHa 120-332
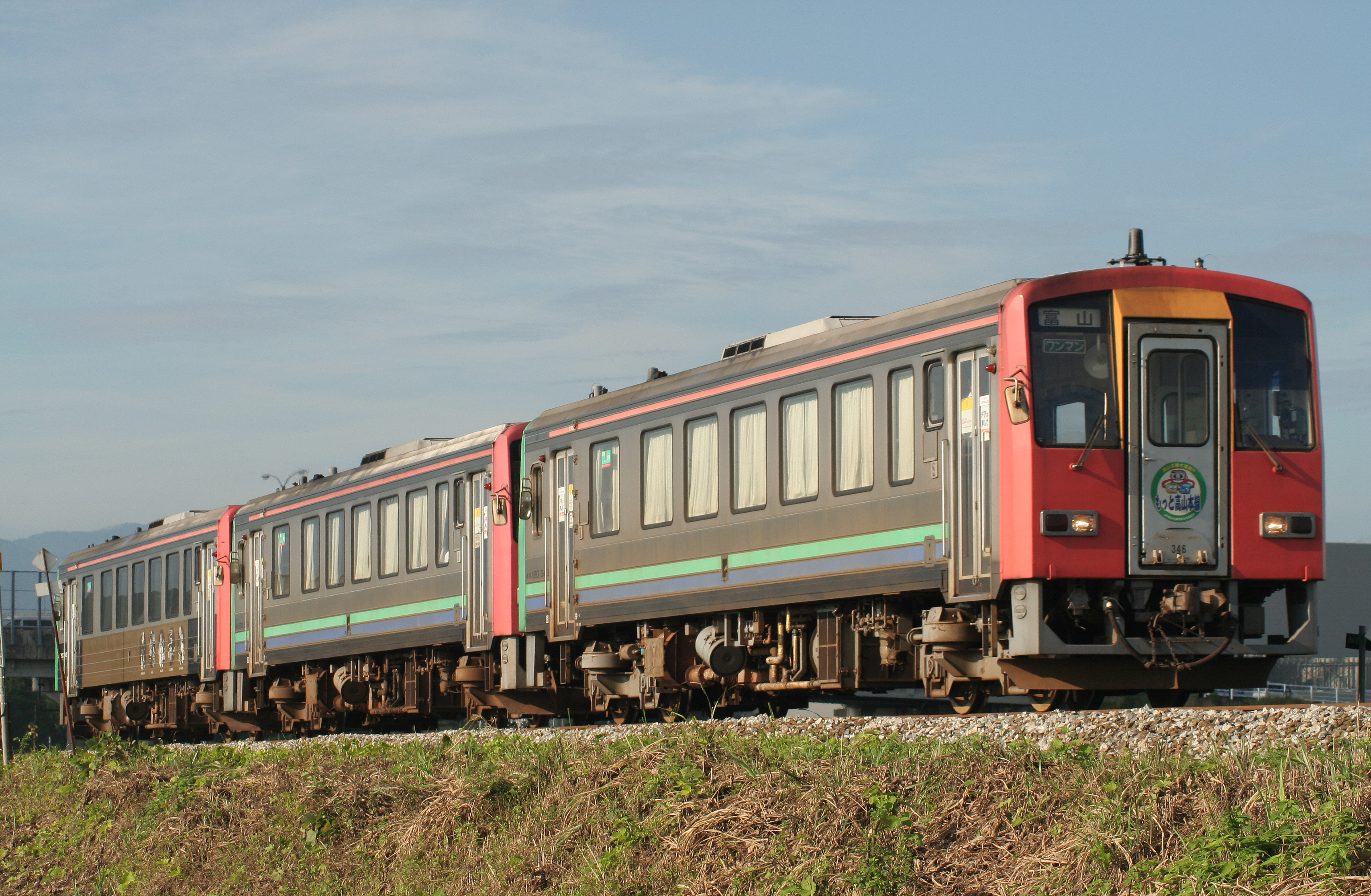
2009 年 8 月， KiHa 120-300編組的列車